# 原宿のファッション史

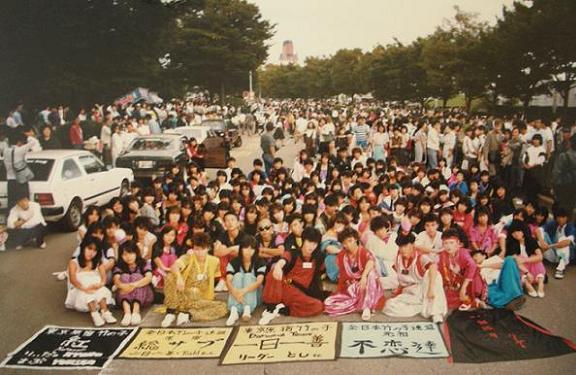
1984年10月14日撮影の、竹の子族集合写真

原宿のファッション史（はらじゅくのファッションし）では、日本の東京都渋谷区の原宿におけるファッションの変遷を説明する。
原宿では1964年の東京オリンピック後の「原宿族」以降、若者たちによる流行発信地となる。オリジナリティある若者たちを受け入れる土壌があった原宿には、1960年代から1970年代にかけてセントラルアパートに文化人、クリエイターらが集い、少人数で衣服の生産から販売まで手がけるマンションメーカーが相次いで創業するなど、ファッションの街としての基礎が形成される。1970年代末からは竹下通りが若者たちの心を捉えていき、「竹の子族」が活動した。1980年代には主にマンションメーカーの成功者たちによる「DCブランド」ブームが起きた。
1980年代末以降、「DCブランド」に代表されるひとつのブランドによるトータルコーディネートの時代から、個人個人が気に入ったブランドを組み合わせるように着こなしていく時代へと移り、また同時期に複数の流行が起きるようになった。その中でストリート発の「ストリートファッション」が注目されるようになり、中でも「裏原系」はストリートファッションの代表とされている。1990年代末から2000年代にかけて表参道に海外有力ブランドの直営店が相次いで進出し、原宿ファッションの年齢層が拡大する。また「ロリータ・ファッション」に代表される個性的なファッションが原宿の代名詞となった。
1965年3月に施行された新住居表示により、それまでの原宿（1丁目から3丁目）、穏田（1丁目から3丁目）、竹下町が神宮前という町名とされて以降、住所として原宿という地名は存在しない。原宿の範囲については人によって認識の差が見られる。例えば1990年の住民たちを対象とする調査研究結果では、竹下通り、表参道とその周辺に限定する立場から、神宮前1丁目から4丁目付近であるという見方まであった。当記事における原宿は、神宮前全域を原宿として扱っている原宿シャンゼリゼ会 (1983)、穏田表参道町会 (1994)、許 (2018)や、神宮前を分析の対象としていると明言している三田 (2022)により、神宮前1丁目から6丁目の神宮前全域とする。

## ファッションの街となるまで

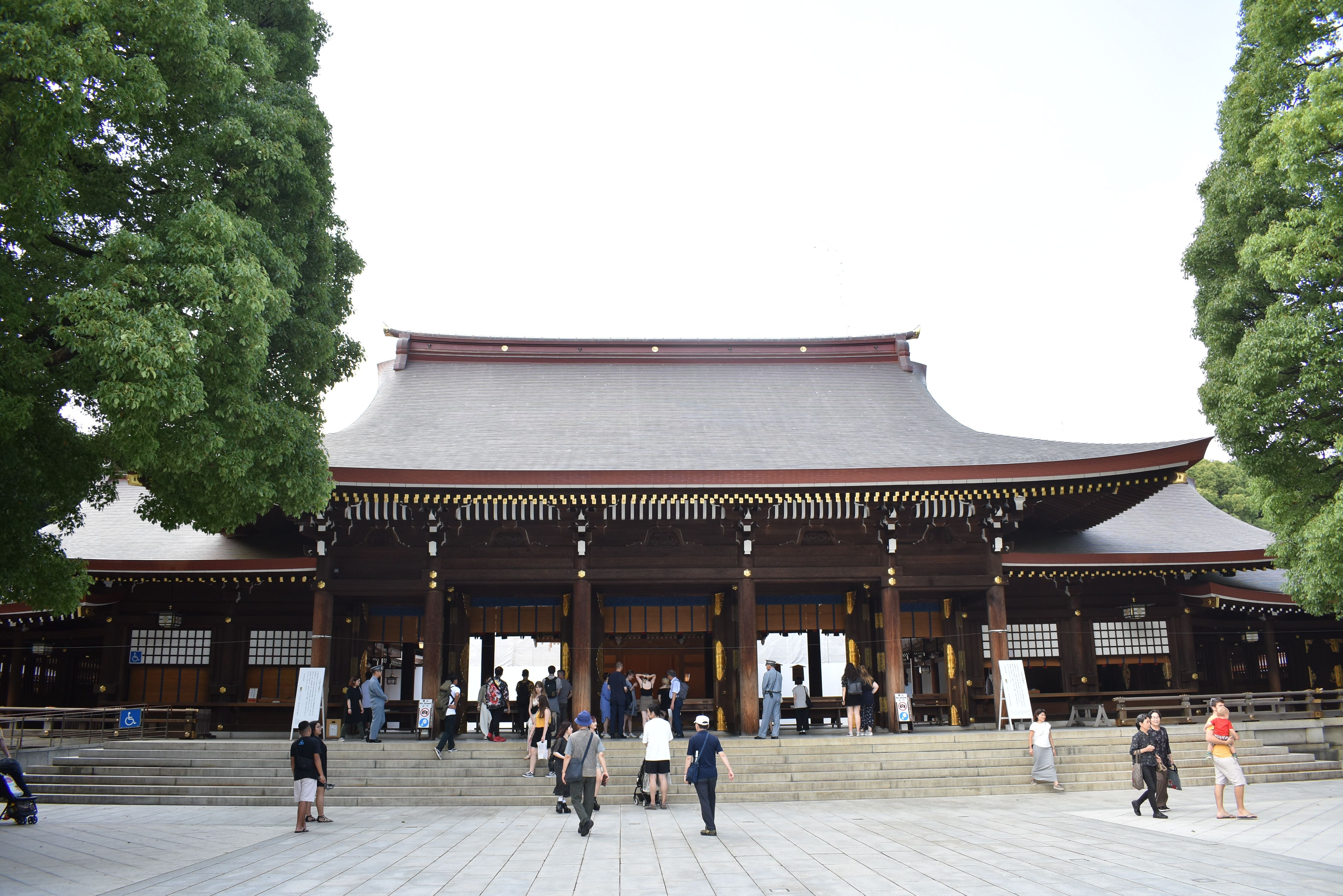
明治神宮外拝殿

現在の原宿付近は江戸時代から大正時代末にかけて、渋谷川沿いに多くの水車が稼働し、明治30年代から昭和初期にかけては牧場があるなど、江戸、東京近郊の農村地帯であった。1906年には原宿駅が開業する。しかし1909年の山手線命名当時、原宿駅は最も乗降客が少ない駅の一つと言われていた。また1909年には当時の渋谷町と代々幡村にまたがる台地上に、約30万平方メートルの規模の代々木練兵場が設けられた。開設後の代々木練兵場では、陸軍の訓練や行事などが行われるようになった。
1920年、明治神宮が完成した。明治神宮完成以前の原宿は戸数500戸に満たなかったと伝えられているが、神宮の完成とともに浅草から露天商が移住し、土産物店を営むようになった。戦前期、原宿には約30軒から40軒ほどの土産物店があったが、正月三が日以外は参拝客も多くは無く、それほど儲からなかった。また明治神宮の完成と同時に表参道も開通した。表参道の開通後、原宿は急速に宅地化が進み、1927年には同潤会アパートが完成する。そして1928年には明治通りが開通して宅地化に加速がかかった。

### ワシントンハイツと土産物店

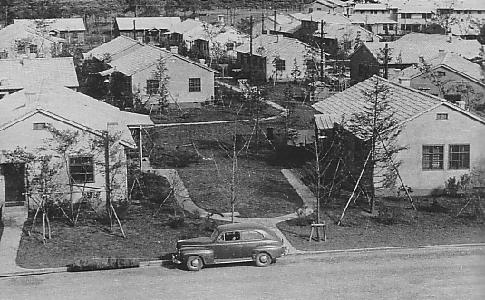
ワシントンハイツ

終戦後、代々木練兵場は接収され、アメリカ軍の宿舎であるワシントンハイツが建設された。ワシントンハイツはアメリカ軍の士官クラスの住居であり、東京近郊の福生や横須賀などとは異なり、比較的上品かつ健全なアメリカ文化が流入した。
表参道はワシントンハイツで暮らすアメリカ人たちの格好の散歩コースとなった。するとそのようなアメリカ人相手の土産物店として、キデイランドやオリエンタルバザーがオープンする。こうして原宿ではアメリカナイズされた独特の街並みが形成されていった。

### 文教地区の指定
戦後復興が進む中で昭和30年代には原宿は住宅街となっていく。その一方で原宿では戦前から原宿駅周辺にあった明治神宮参拝客相手の旅館が連れ込み宿化していく事態が発生した。竹下通りは神宮前小学校の通学路であり、子どもたちへの悪影響を恐れる住民たちは連れ込み宿排除の住民運動を開始した。また明治神宮のおひざ元である原宿が、連れ込み宿や風俗店が立ち並ぶような歓楽街化することに対する拒否感も強かった。
結局、1957年には原宿、代々木、千駄ヶ谷は東京都内初の文教地区の指定を受け、風営法の適用を受ける業種の営業が制限されることになった。その後も原宿の地域住民間の連携により、原宿ではゲームセンターや無許可の風俗店など、歓楽街的な営業形態をとる業種の進出が阻まれてきた。
上記で紹介した原宿の都市化が始まった大正時代以降、昭和30年代までの間の明治神宮とそれに伴う表参道の開通、ワシントンハイツの建設に伴うアメリカ文化の流入、文教地区の指定は、原宿を特徴あるファッションの街として発展していく下地を形成することになる。

### 銀座から東京西部へ
1964年5月、東京オリンピック開催前の華やかな雰囲気の中、銀座のみゆき通りに高校生を中心とした「みゆき族」と呼ばれる着飾った若者たちの集団が現れた。「みゆき族」は「平凡パンチ」に大きな影響を受け、そのスタイルは欧米のファッションをモデルとしており、日本におけるユース・サブカルチャーの草分けであった。
「みゆき族」は最盛期には1日に約500人から1000人が銀座のみゆき通り周辺に現れたという。戦後の混乱期を終え、風格ある盛り場としての格式が復活しつつあった銀座の関係者にとって「みゆき族」は排除されるべきものであった。銀座の商店主たちはみゆき族に水を撒いて追い出そうとしたり、警察に取り締まりを要請したりした。結局、東京オリンピックに際して世界各国から日本を訪れる人たちに「みゆき族」のような恥ずかしい姿を見せられないということで、オリンピック直前の9月19日に築地警察署が一斉補導を行ったことにより「みゆき族」は壊滅する。
「みゆき族」の排除後、銀座は若者たちを集める求心力を失い、流行の発信地から脱落していく。銀座を離れた若者たちが向かったのは東京西部の新宿、原宿、渋谷などであった。

## 東京オリンピックという転機

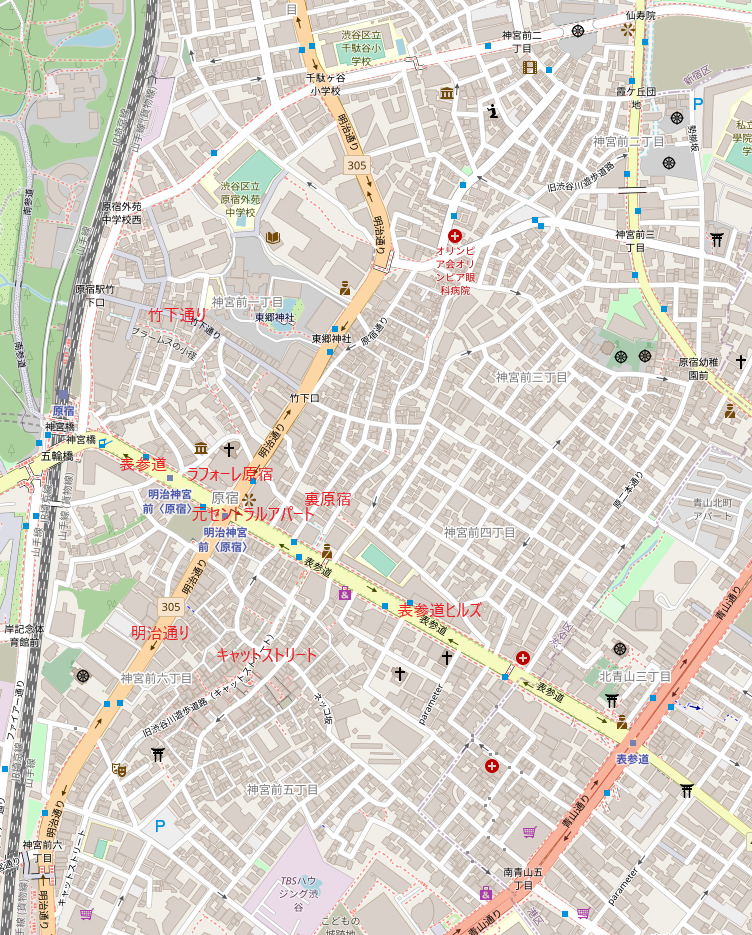
本記事に関係する場所を表した原宿の地図

原宿がファッションの街となった大きなきっかけが、1964年に開催された東京オリンピックであった。東京オリンピック開催決定後、ワシントンハイツはアメリカ側から全面返還されることが決まった。1963年12月には正式に接収解除され、敷地の南側には国立代々木競技場が建設されるとともにNHKが移転してきた。そして敷地北側はワシントンハイツの建物を修築した上でオリンピック選手村となった。
オリンピックで来日する外国人観光客を当てこみ、原宿界隈には欧米風のお洒落な店舗が相次いで開店した。中でも原宿駅近くの表参道沿いにオリンピック開催年の1964年に建設された高級マンションのコープオリンピアは、一階のテナントであるレストラン、ブティックの看板は英語表記になっていて日本語は一切なかった。ところがそのようなお店に外国人のみならず、やがて欧米文化にあこがれを抱く主に日本の若い女性たちが集まるようになる。またワシントンハイツ跡地へのNHKの移転後、文化人や芸能人らが頻繁に原宿を訪れるようになった。文化人や芸能人が足を運ぶようになった原宿は繁華街性を持つようになり、ファッションの街となっていく一つのきっかけとなった。

### 原宿族
東京オリンピックの直後の1965年頃から、アメリカナイズされた街並みに魅かれるように、日没後若者たちが原宿に集まるようになった。若者たちは20歳前後の上流階級出身者で、自分名義のフェアレディなどの高級スポーツカーに乗って原宿に集まり、表参道をカーレース場にしたり、車から降りて原宿の喫茶店やレストラン、スナックで時間をつぶしたり、ナンパやモンキーダンスに興ずるなどといった行動を繰り返した。世間ではそのような若者たちのことを「原宿族」と呼ぶようになった。「原宿族」のファッションは、男性は当時流行していたアメリカ風のアイビールックやヨーロッパ風のコンチネンタルであり、女性は当時、流行最先端であったモッズのファッションを取り入れたり、ミニスカート姿も多かった。
翌1966年の夏頃になると、「原宿族」の数が増え、表参道で繰り広げられるカーレースの騒音が周辺住民の怒りを買って「原宿族」排斥運動が始まった。ところが「原宿族」の問題がマスコミで取り上げられるようになると、むしろさらに若者たちが原宿を目指すようになり、1967年には青山や六本木まで活動範囲が拡大することになった。また「原宿族」に憧れ、その姿を真似た若者たちも原宿に集まって来た。こうなると警察も取締りに本腰を入れるようになる。取り締まりの結果、1967年の秋以降、「原宿族」の姿は消えていく。しかし「原宿族」によって、原宿の名が若者の流行発信地として最初に登場することになった。

### セントラルアパートとクリエイターたち
1958年、表参道と明治通りとの交差点に面して、セントラルアパートが完成した。完成当時のセントラルアパートの顧客は外国人が中心であったが、当時まだ緑に恵まれた比較的静寂な環境であり、しかも六本木や赤坂に近いという地の利に恵まれていたため、高額であった賃貸料を支払える芸能人らも数名入居していた。
1960年代に入ると、当初居住用であったセントラルアパートは一階に店舗、上階に事務所が入るようになる。すると東京オリンピックの前後から、カメラマン、コピーライター、雑誌編集者、イラストレーター、映画監督といったクリエイターたちが事務所を構えるようになった。この当時、セントラルアパートに事務所を構えていた人物としては、操上和美、宇野亜喜良、矢崎泰久、浅井慎平、若松孝二、糸井重里らの名前が挙げられる。そしてセントラルアパートのクリエイターたちの事務所には、コシノジュンコ、菊池武夫、横尾忠則 、寺山修司、永六輔、篠山紀信らが顔を出していた。セントラルアパート1階と地下にはレストランとカフェがあり、多くのクリエイターたちのたまり場となった、とりわけ喫茶店のレオンは打ち合わせ場所として多くのクリエイターを集め、仕事の打ち合わせ場所、ミーテイングルームのような位置付けを担っていた。
原宿族に代表されるアメリカ文化に憧れる若者たちや、セントラルアパートに事務所を構えるクリエイターたちのように、東京オリンピック後の原宿には新たな文化を生み出す若い人材が続々と集まってきた。そのような雰囲気のもと、原宿のファッションが創造されていくことになる。

## ファッションの街に

### マンションメーカーの勃興
1964年、セントラルアパート1階に荒牧太郎がブティック、「マドモワゼルノンノン」をオープンさせた。1970年にはやはりセントラルアパート1階で大川ひとみが「MILK」を始めた。その他、1960年代から1970年代初めにかけて、原宿では菊池武夫が「ビギ」、川久保玲が「コム・デ・ギャルソン」、松田光弘が「ニコル」を始め、山本寛斎も活躍し始めた。上記のようなブティックは、原宿や青山でマンションの一角などを借り、小人数のスタッフでデザイン、服作り、販売までを行う営業を行っており、マンションメーカーと呼ばれていた。原宿に多くのマンションメーカーが生まれるようになった理由としては街としての文化的、環境的な魅力、渋谷や新宿に比較的行きやすいという交通の便の良さ、そしてなんと言っても当時は周辺地域よりも家賃が安かったことが挙げられる。
マンションメーカーの創始者たちは当時若手のデザイナーであり、品揃えが単調な既成の大手ブランドの服に飽き足らず、多品種少量生産、そして個性的な服作りを目指していた。マンションメーカー勃興時の原宿は、金銭的には恵まれない若者たちが、秀でた個性と強い意志で成り上がっていく雰囲気があり、デザイナーたちはお互いライバル同士としてしのぎを削っていく。そしてマンションメーカーの成功者たちは後に「DCブランド」の主要メンバーとなっていく。

### メディアによる紹介
1970年、「an・an」が創刊され、翌1971年には「non-no」が創刊された。「an・an」、「non-no」とも誌上でしばしば原宿特集を組み、マンションメーカーの服を紹介した。「an・an」、「non-no」を購読し、そのファッションに影響を受けたおしゃれな若い女性を「アンノン族」と呼ぶようになった。「アンノン族」の特徴としてはロングスカート、レイヤード（重ね着）、パステルカラーの色合いの服装が挙げられ、そしてスヌーピーに代表されるキャラクターグッズを持ったり、ファッション雑貨にも気を配るなど、その当時の流行最先端のスタイルであった。こうしてマンションメーカーの服は1970年代の流行を先導していく。
そして1974年に原宿に移転し、吉田拓郎の同名の曲によって全国的にその名が知られるようになったバー、ペニーレインがヒットした。翌1975年にTBS系列で放映された郷ひろみ、西城秀樹、桜田淳子らが出演した、原宿を舞台としたテレビドラマ「あこがれ共同隊」など、音楽やテレビも原宿の知名度アップに貢献した。このようなメディアの影響により、原宿は若者ファッションの街としてその名が知られるようになる。

### 地下鉄の開通
原宿の賑わいを加速させることになったのが、地下鉄の開通であった。1972年、千代田線の明治神宮前駅、表参道駅が開業し、1978年には半蔵門線の表参道駅が開業した。地下鉄の開通によって交通の便が良くなった北関東方面、神奈川県方面から原宿に多くの若者たちがやって来るようになった。その後、2008年には副都心線が開業して、原宿への交通網は更に便利となった。
「an・an」、「non-no」などメディアによる紹介、交通の便の向上によって、原宿は大きな集客力を持つ街に成長した。1970年代前半にはもうひとつ、原宿のマンションメーカーの追い風となった出来事があった。1972年の日米繊維交渉の妥結である。日米貿易摩擦問題の解消のため、アメリカへの製品販売に制限がかけられるようになった繊維関係者は、国内需要の拡大策に取り組むようになった。そのような中で注目されたのが新興のマンションメーカーであった。繊維関係者はマンションメーカーが繊維需要拡大に有望と判断して資金援助を行い、事業の拡大に寄与することになった。

### ラフォーレ原宿のオープン

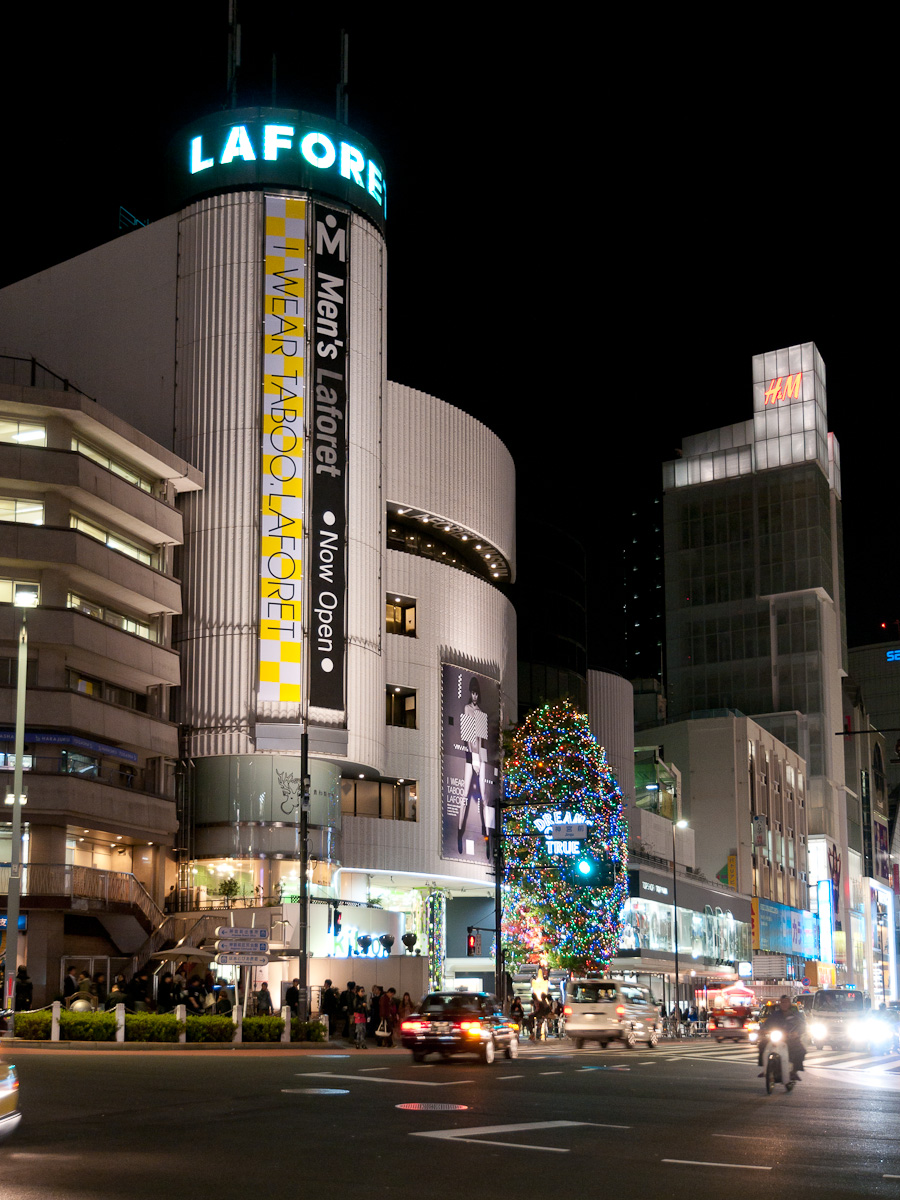
ラフォーレ原宿

1978年、森ビル最初の商業施設としてラフォーレ原宿がオープンした。会社として初の商業施設の経営に乗り出すことになった森ビルは、当初テナントとして高級婦人服ブランド中心の構成とした。朝日新聞や日本経済新聞の紙面で紹介されるようなブランドならば手堅く売れると考えたのである。しかし既存の高級婦人服のテナントは原宿に集まる若者のニーズを捉えた品揃えを行わなかったため売り上げは伸びず、明治通りを挟んで向かいにあったセントラルアパートの方が遥かに人気を集めていた。
1980年、ラフォーレ原宿は大胆な経営方針の転換を図った。「MILK」、「ビギ」、「コムサ・デ・モード」、「ビバユー」、「バツ」、「アトリエ・サブ」など、地元原宿のマンションメーカーをテナントとして迎え入れ、高級ブランドから若者たちの支持を集めていた地元原宿のマンションメーカーへとチェンジした。方針転換は大成功を収め、ラフォーレ原宿の売り上げは右肩上がりとなる。ラフォーレ原宿に出店した地元原宿のマンションメーカーも、成長してDCブランドと呼ばれるようになり、1980年代にはラフォーレ原宿はDCブランドの本拠地としてファッションの流行発信地となった。

## 全国区の若者ファッションの街
1980年代初頭、若者向けの衣料品、アクセサリー、タレントグッズやクレープ店などが集中して営業を行った原宿テント村がオープンし、竹下通りと並んで多くの若者たちを集めるようになった。また1982年に原宿ビブレ21、1985年にCOXY188、1988年には原宿クエストがオープンし、1980年代には原宿は竹下通り、ラフォーレ原宿を中心として全国区の若者ファッションの街、ファッションの最先端の街となった。この当時、平日でも約30万、休日ともなると50万人近い人たちが原宿を訪れていたとされる。

### 竹下通り、青山方面へと広がる原宿

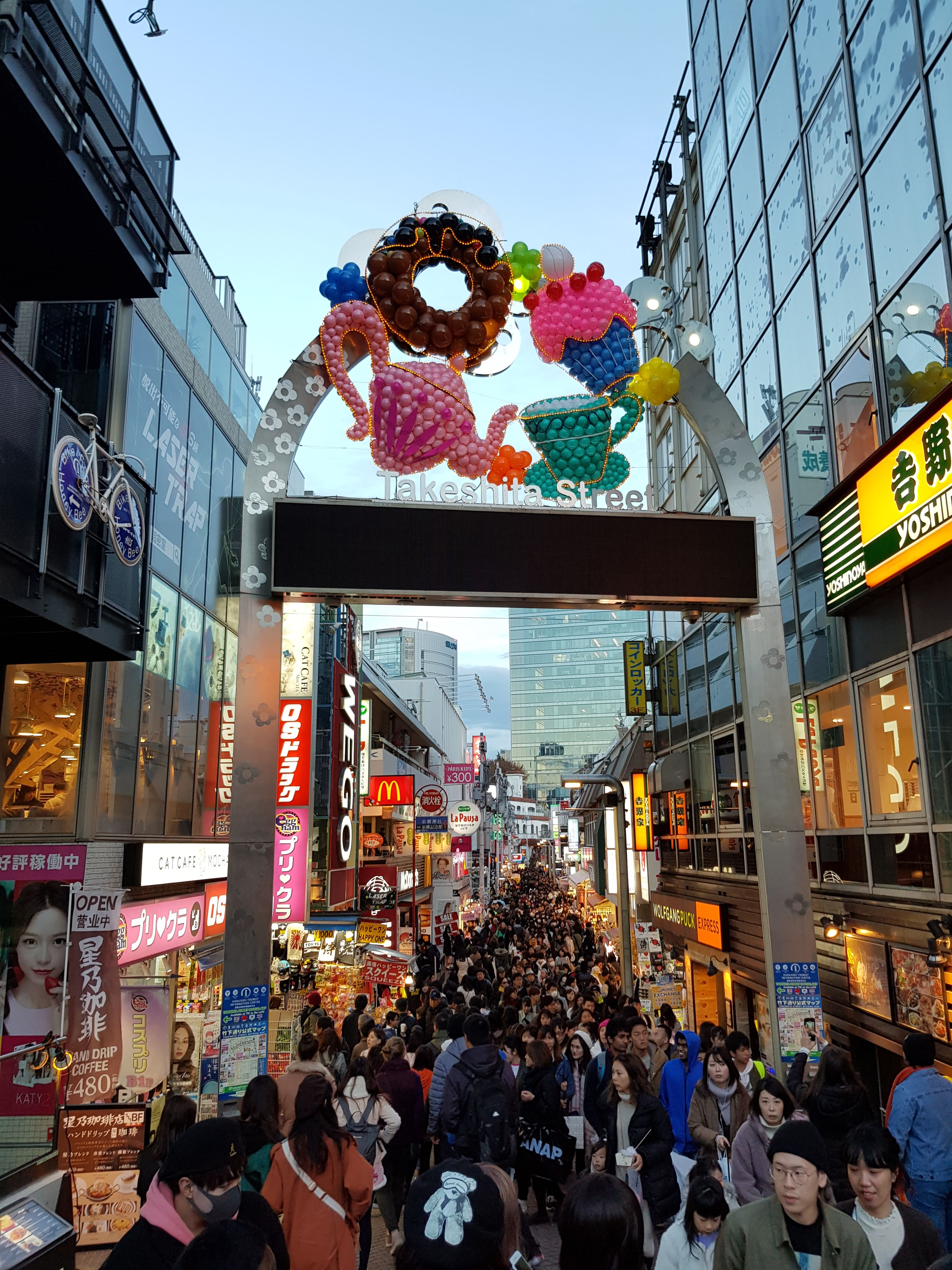
原宿駅側の竹下通り入口

1909年の地図には現在の竹下通りに当たる道路が記載されており、竹下通りは表参道、明治通りよりも古くからある道路である。しかし表参道、明治通りよりも遅れて発展し始めることになる。
戦災からの復興により、竹下通りは住宅街の中の通りとなった。竹下通りに最初のブティックがオープンしたのは1970年であった。転機になったのが1974年、竹下通りと明治通りとの交差点に原宿初のファッションビル、パレ・フランスがオープンしたことであった。パレ・フランスにはテナントとして「カルティエ」、「ゲラン」といったヨーロッパの高級ブランドが入り、ラフォーレ原宿が台頭するまで原宿のランドマーク的存在となった。原宿駅からパレ・フランスへと向かう人たちが通る竹下通りには、パレ・フランスの顧客が好むような比較的年齢が高い層をターゲットとした店舗が並ぶようになった。そしてパレ・フランスはセントラルアパートと並ぶ原宿における集客の核となり、原宿駅とパレ・フランス、セントラルアパートを廻るルートが出来ることになった。その結果として人の流れが出来た表参道、明治通りにも様々な店舗がオープンすることになった。
1976年と1983年に原宿に来た人たちに対して、原宿といえばどの地域をイメージしているのか調査が行われている。その結果、1983年には飛躍的に竹下通りの認知度が上がっており、特に10代から20代にかけての若い世代は、それまで原宿の中心的場所として認識されていた表参道ではなくて、竹下通りを原宿の中心として捉えた人が多くなった。
また「an・an」誌上で紹介された1972年と1983年の原宿の地図を比較してみると、1983年の地図では青山方面に拡大して紹介されている。1970年代から80年代にかけて、原宿の商圏は表参道でも明治通りを超えた青山方面へと拡大していく。

### 竹の子族

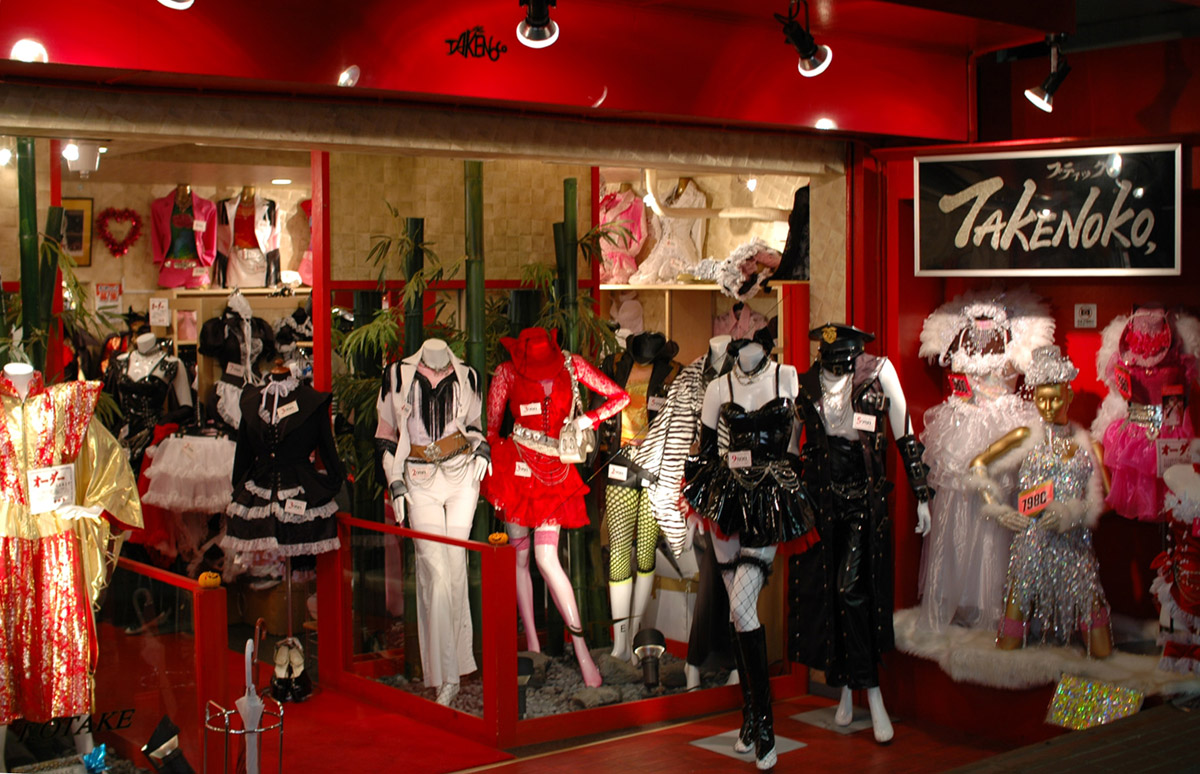
ブティック竹の子

1977年、原宿で歩行者天国が始まった。原宿の歩行者天国（ホコ天）には、キャロル、ダウン・タウン・ブギウギ・バンドの影響を受けた、男性はリーゼントに黒い革ジャン、サングラス。女性はポニーテールにロングのギャザースカートといったいでたちで、 ラジカセからロックンロールを大音量で流しながらジルバやツイストを踊る若者たちが出現する。
1978年、原宿に「ブティック竹の子」がオープンする。翌1979年にはその「ブティック竹の子」が名前の由来となった「竹の子族」がホコ天に出現する。「竹の子族」のメンバーたちは当初、新宿のディスコで踊っていたが、未成年であるため出入り禁止となり、原宿のホコ天に移って来たとされる。
毎週日曜日、「竹の子族」は赤、黄、オレンジといった色合いの法被風のガウン、ハーレムパンツにサングラス姿、数珠のようなネックレス、名札、バッチ、色とりどりのはちまき、ヘアクリップなど様々な小物を纏い、学校の上履きなどを履いてラジカセを中心としてディスコミュージックに合わせて輪になって踊った。
目を引く派手で奇抜ないでたちのため、「竹の子族」はマスコミの注目の的となった。最盛期の1980年から翌81年の夏頃には数百人の「竹の子族」がホコ天で踊り、マスコミによって知られたことにより全国から集まった観光客の観光スポットとなった。「竹の子族」は原宿の名が全国的に知られる決定的な役割を果たし、若者ファッションの街としての地位を確固たるものにした。しかし早くも1981年末には「竹の子族」の勢いは急速に衰え、消えていくことになる。

### DCブランドの隆盛

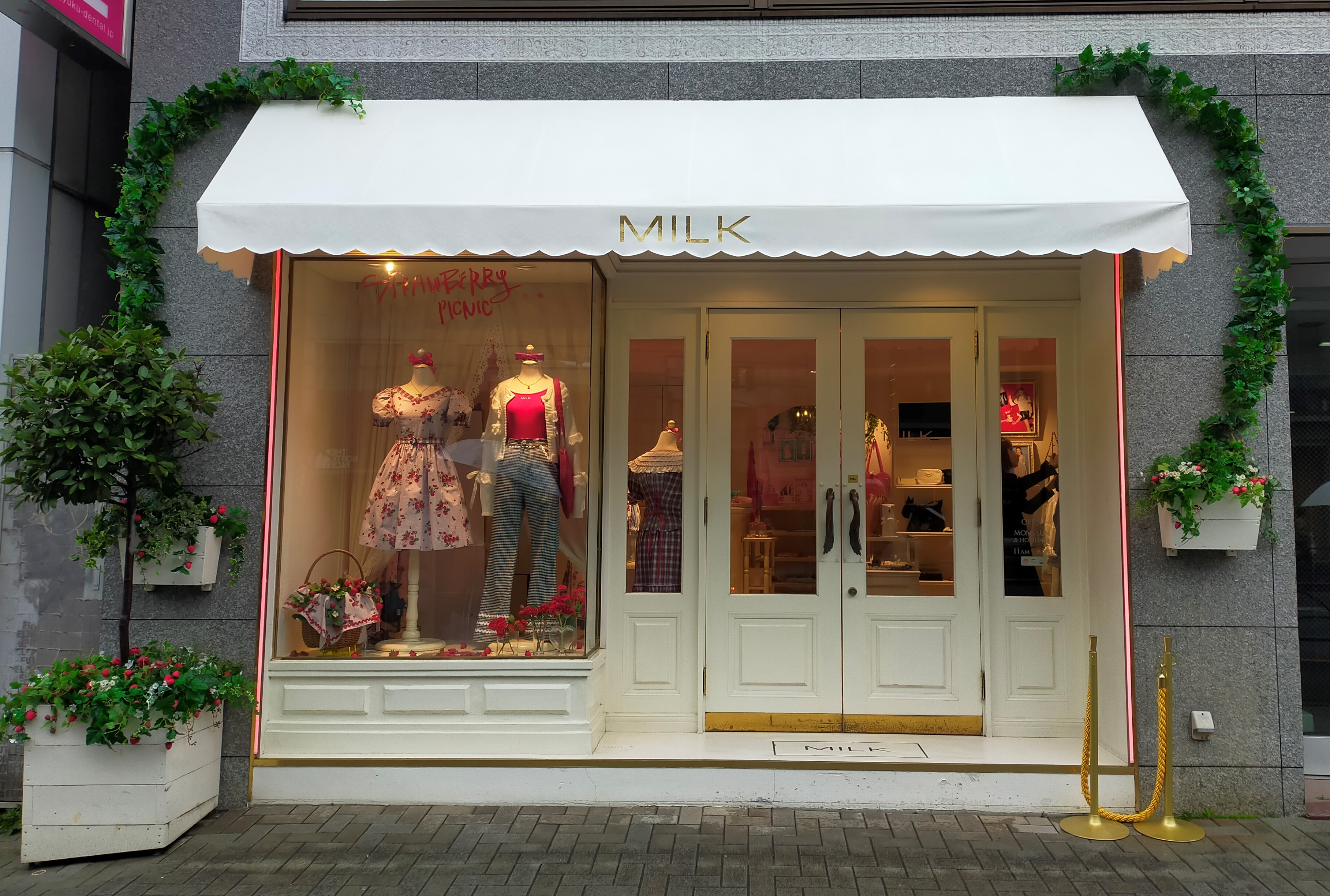
2023年の「MILK」原宿店

「DCブランド」とは、ブランドイメージから実際の服作りまでデザイナーの個性を前面に押し出した「デザイナーズ」のD。一方、デザイナーの名を前面には出さないものの、特徴あるブランドイメージに基づく商品開発を行い、ブランドの特性を消費者向けにアピールする経営戦略を取った「キャラクター」のCを組み合わせた言葉である。1960年代から1970年代前半にかけて「マンションメーカー」から出発した「MILK」の大川ひとみ、「ビギ」の菊池武夫、「コム・デ・ギャルソン」の川久保玲、山本寛斎、三宅一生らは、若者たちから1980年代初めまで主に「デザイナーズ」と呼ばれており、一方、「キャラクター」のブランドとしては「コムサ・デ・モード」、「アトリエ・サブ」、「パーソンズ」などが挙げられる。
「DCブランド」は常に新しい個性的な服を多品種少数生産することを基本としており、デザイナーの個性を生かした衣服のみならず帽子から靴、そして各種のアクセサリー、バッグ、ハンカチ、靴下に至るまでのトータルコーディネートを、シーズンごとに売り出していった。具体的には体に合わせた洋服では無くて、意図的に肩を落としたり、袖や裾が長かったりするルーズな服を自由に重ね着するスタイルが主流であった。また黒の多用や、袴や着物からの影響といった和風の感性を加えたことも特徴に挙げられる。

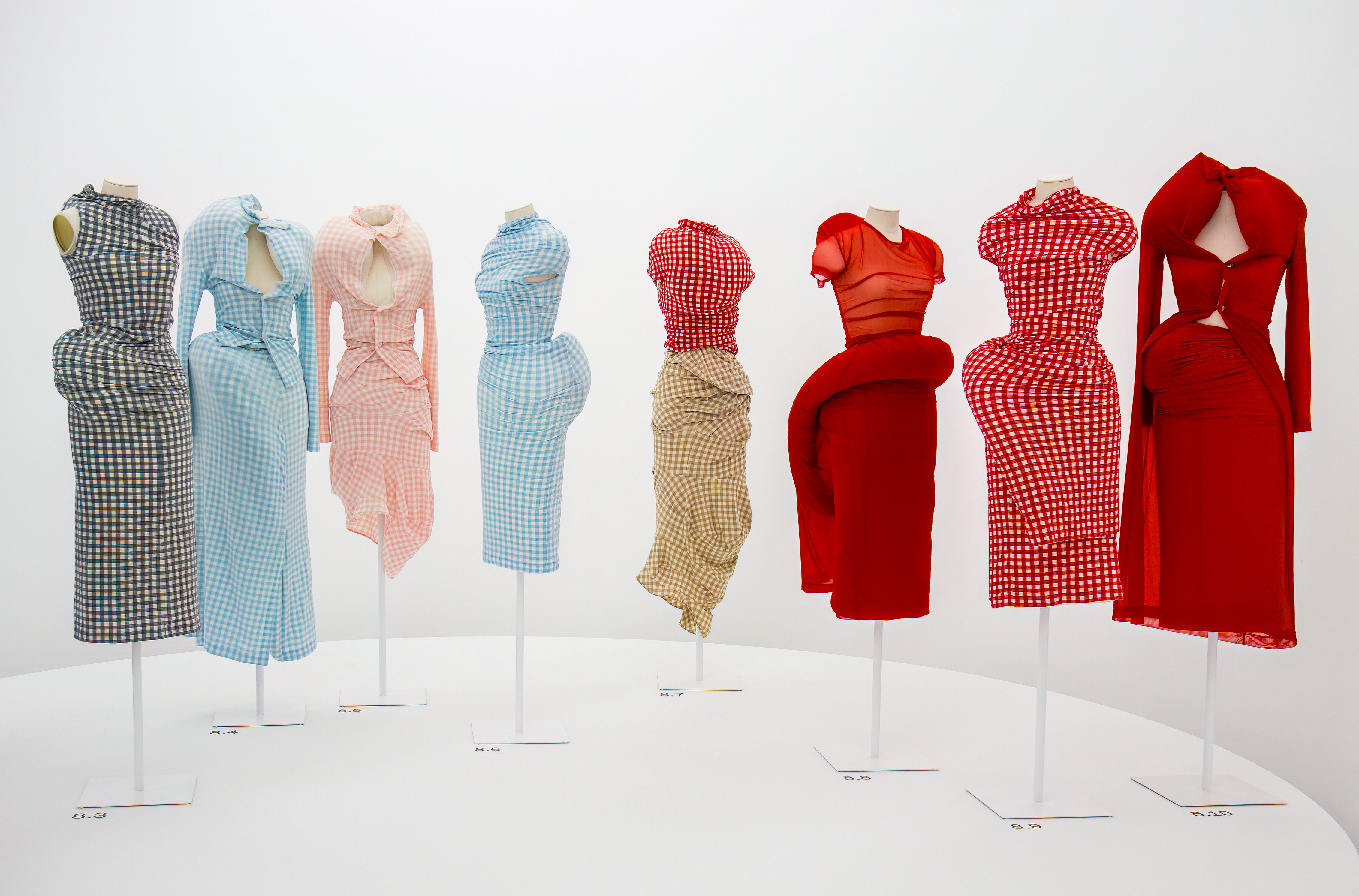
コム・デ・ギャルソン

1981年、パリ・コレクションで川久保玲、山本耀司が発表した全身黒づくめの作品は、世界のファッション界に衝撃を与えた。川久保玲、山本耀司の黒づくめの服を積極的に紹介していた「an・an」の影響を受けるなどして、1983年前後から原宿には「コム・デ・ギャルソン」、「コムサ・デ・モード」などのブランドの全身黒で統一した「カラス族」と呼ばれるファッションが登場する。「カラス族」はDCブランド流行の突破口となり、また、黒は日本におけるストリートファッションの定番カラーとして根付くことになった。
1982年、「Olive」が発刊される。「Olive」では「パーソンズ」、「ビバユー」、「ニコル」の10代向けブランド「ニコルクラブ」、「ビギ」の10代向けブランド「ジャストビギ」など、10代向けの「DCブランド」を積極的に取り上げた。「Olive」のモットーは「リセエンヌ・ファッション」。語義通りに行けばフランス、パリの女子中高生のファッションといった感じになるが、実際としては「自由かつ遊びに満ちた着こなし」といったコンセプトで、着崩したパジャマ姿のようなスタイル、そしてファンシーかつキッチュでポップなリボンやワッペン、ペンダントなどの小物を多用するいでたちで原宿を歩き出した。彼女たちは「Olive少女」と呼ばれた。「Olive少女」はDCブランドファッションのタイプの一つとされ、ファッションの低年齢化に拍車をかけるとともに、10代に「DCブランド」の流行をもたらすことになり、「DCブランド」の流行を過熱化させることになった。
1984年頃には多くの若者たちが「DCブランド」を着るようになる。1985年から1986年にかけての最盛期にはラフォーレ原宿等のファッションビルのバーゲンセール初日には、早朝5時頃から長蛇の列が出来る過熱ぶりであった。中でもラフォーレ原宿の行列は原宿駅に届くほどであった。若き日本人デザイナーたちによる原宿生まれの「DCブランド」の流行は、欧米の流行の追随ではなくて日本発の流行であり、洋服が「服」として日本人の中に定着したことを示した。そして「DCブランド」の流行によりより多くの若者たちを集めるようになった原宿では、表参道、明治通り、竹下通りにさらに多くの店舗が営業をするようになる。
最盛期の1986年には、「DCブランド」を真似た偽DCブランドが市場に氾濫するようになり、既製服のほとんどが「DCブランド」風となってしまった。このような事態はそもそもが常に新しい個性的な服を多品種少数生産で作るという「DCブランド」のコンセプトに著しく反するものであった。また円高によって欧米ブランドの衣服が大量に輸入されるようになり、「DCブランド」の強敵となった。そして急成長にメーカーも追いつけなくなっていた。急速な利益の増加によって拡大した企業を経営する人材やノウハウの蓄積が不足していたのである。多くのDCブランド企業は飲食業に手を出すようになり、不動産投資やゴルフ場経営に乗り出す場合もあった。結局、1987年には「DCブランド」は急速に下火となり、1980年代後半から後のバブル崩壊時にかけて、多くのDCブランド企業がその地位を失うことになった。

### タレントショップの林立
「DCブランド」の勢いが衰えた1987年頃から、原宿で目立つようになったのがタレントショップである。テレビ番組の企画から始まった第一号店が竹下通りに出来た後、原宿には森口博子、美川憲一、宮沢りえ、中山美穂、山田邦子らのタレントショップが現れた。
1980年頃から、原宿に全国から中学、高校の修学旅行生が多く訪れるようになった。特に5月、11月の修学旅行シーズンは原宿は修学旅行生で溢れるようになった。修学旅行生へのアンケートで原宿は自由行動先の人気第一位であったとの記録があり、また風俗店が無く危険な要素が少ない原宿は、引率する教師にとっても自由行動先としてうってつけであった。やがて竹下通りには修学旅行生を始め、地方からやって来る若者たちをターゲットとしたタレントショップが相次いでオープンした。1989年の最盛期には原宿全体で78店舗、うち竹下通りには42軒のタレントショップが集中した。その後のバブル崩壊によりタレントショップの急速な衰退をもたらすことになった。1991年末頃から原宿から続々と撤退するようになり、1993年には多くのタレントショップが消滅した。
タレントショップが竹下通りに林立するようになると、高騰する店舗の賃料や、観光客相手の店舗の増加や過度の客層の低年齢化を嫌い、竹下通りを離れるファッション関連の店が出始めた。竹下通りを離れたファッション関連の店舗の受け皿となったのが、明治通りの東側、表参道の北側の、後に裏原宿と呼ばれる地域であった。バブル崩壊後、原宿の若手クリエイターの活躍の場となったのは裏原宿であった。

## セレクトショップの隆盛と裏原宿の発展
1980年代後半、高度経済成長が頂点に達し、人々の生活様式や消費生活、好みが多様化していき、消費者ニーズの多様化が進行した。ファッションの世界でも1980年代までは流行を代表するようなファッションが存在し、流行に関心を持つ人たちはもっぱら同一系列のスタイルを採用していた。しかし1980年代末以降、異なるタイプのファッションが同時に流行することが普通のことになった。また「DCブランド」までのファッションは帽子から靴まで、そしてアクセサリーや小物も同一ブランドで統一することが理想とされた。しかし「DCブランド」以降、様々なブランドをコーディネートしながら着こなすことが主流となっていく。
このような流れの中で1990年代、原宿ではオーナーや仕入担当者がブランドにこだわらず、自らのセンスで国内外から商品を集めて販売するセレクトショップがブームとなり、また裏原宿が発展することになる。中でも裏原宿発のファッションは一世を風靡し、「裏原系」と呼ばれるようになる。
原宿の地域事情もセレクトショップと裏原宿の隆盛を後押しする。1980年代後半から1990年代初頭のバブル景気最盛期、原宿周辺も著しい地価の高騰に見舞われ、住民たちは固定資産税や相続税の支払いが困難となった。その上、以前からの商店街が衰退して高齢者にとって買い物が困難になった。その結果、多くの人たちが原宿を離れていくことになる。例えば1980年代後半、神宮前3丁目町内会では1年間で約100世帯が転出していったとされる。原宿から離れるにあたり、多くの住民たちは不動産業者らに土地を売却した。売却された土地には主に複合ビルが建てられた。一方、原宿に残った住民たちも、その多くが自宅を複合ビルに建て替えてテナントを入れるようになった。結果としてバブル経済期、原宿内には複合ビルが数多く建設された。
その後、バブル崩壊は地価の急激な下落を招き、賃料が下がった複合ビルには原宿地区内で活動する若手のファッションデザイナーやブティック経営者たちが続々と入居するようになった。その結果として裏原宿に「ストリートファッション」のブランド店やセレクトショップが集まることになった。

### セレクトショップの隆盛
原宿では1976年に初のセレクトショップである「ビームス」がオープンした。そして1990年代には「ユナイテッドアローズ」、「イエナ」、「フリーズ・ショップ」など、多くのセレクトショップがオープンする。既存のブティックが単一ブランドの商品を扱うのが通例であったのに対し、セレクトショップはトップブランドからマイナーなブランドまで、ブランドの知名度に拘らずにオーナーや仕入担当のセンスで商品を買い付け、販売する店舗である。これはDCブランド以降の、様々なブランドを自らの好みに合わせてコーディネートしながら着こなす風潮にマッチした。
1990年代、原宿でセレクトショップが多数集まった地域の一つが裏原宿である。1990年代前半、裏原宿に集まりだした小規模な衣料品関連の小売店の多くがセレクトショップであった。これは円高の恩恵により、小資本であっても海外からの衣料品の輸入が容易になったとの事情に加えて、規模が小さくて商品販売数が少ないセレクトショップが集中するという状況が、様々なブランドをコーディネートしながら着こなし、他者とは異なる個性的なファッションを追求する時代の流れに乗ったためであった。
また原宿と渋谷の中間に位置する神南にも有力なセレクトショップが集まるようになり、人通りが増えた結果、カフェや雑貨店なども続々とオープンした。その結果原宿と渋谷を回遊する人たちが増加し、両地域の更なる活性化へと繋がった。

### 裏原宿の発展
1987年頃から1990年代初頭にかけての、渋谷を中心としたカジュアルな渋谷カジュアルファッション、「渋カジ」が流行する。「渋カジ」は、単一のブランドでコーディネートする「DCブランド」とは異なり、様々なブランドを個人個人がアレンジしながら着こなすスタイルであった。また流行もファッション雑誌に先導されたものではなく、ストリートから発信されたものであり、流行のファッション雑誌という送り手主導の時代からストリート発の時代への転換点となった。また前述のように生活様式、意識の多様化に伴ってファッションの流行も多様化が始まっており、個々がコーディネートしていく着こなしが基本である「渋カジ」は、同時期に複数のファッションが流行する時代の幕開けともなった。裏原宿発の「裏原系」は「渋カジ」からの時代の流れを受け継いだファッションとなった。
裏原宿発の「裏原系」は、ストリートから始まった「ストリートファッション」の代表例とされている。 スタイルとしてはグラフィックな感覚のロゴやイラストが描かれた、ゆったりとしたサイズのTシャツやパーカー、ブルゾンにカーゴパンツで、キャップを被りスニーカーを履くスポーティなものや、パンク・ファッション風のライダージャケット、ズボン、リストバンドといった着こなしがメインであった。しかし「裏原系」はDCブランドのように単一のブランドで統一することは無く、複数のブランド、そしてサーファー、ライダー、スケーター、ヒップホップ、パンクなど異なる文化によるスタイルを組み合わせていく着こなしであり、一貫性や統一性に欠けたところや、少数生産のため限定感があることも特徴として挙げられる。また「裏原系」のファッションの特徴として、これまでの若い女性中心のファッションとは異なり、若い男性主導であったことも挙げられる。若い男性の中に「裏原系」のファッションが広まりだすと、ボーイッシュなファッションとして若い女性がエッセンスを取り入れるようになった。スタイルとしてはキャラクター入りのTシャツにトートバッグ、ジーンズにスニーカーというカジュアルなものがメインであり、女性版「裏原系」の代表としては1995年に「ラフォーレ原宿」にオープンした「X-girl」が挙げられる。
ファッションの流行発信地としての裏原宿の形成、発展は人脈によるものが大きいという特徴がある。「MILK」の大川ひとみは、自らが主宰するファッションショーのスタッフであった藤原ヒロシを通じて、「裏原系」の草分けとなるブランド、「NOWHERE」を始める長尾智明、高橋盾と知り合うことになる。大川ひとみは長尾と高橋の才能を認め、1993年の「NOWHERE」開業に際して服の製作場所を提供する等の支援を行った。もちろん藤原ヒロシも長尾、高橋の開業を後押しした。長尾と高橋の成功は、二人の卒業校である文化服装学院の同窓生を中心とした友人たちである滝沢伸介、岩永ヒカルらによる裏原宿への出店のきっかけとなった。その後、裏原宿でのストリートファッション系の店舗の成功を見て、より多くの人々が出店するようになっていく。このような形で広まった裏原宿のストリートファッション系店舗の経営者は、お互いに面識がある場合が多く、直接の面識が無くても共通の友人がいるレベルの比較的距離が近い人間関係の中にあった。大川ひとみから始まり、藤原ヒロシ、長尾智明、高橋盾へと広がっていく人脈の中や、近い人間関係の中での開業は、不動産業者や店子にとってみても、実績と信用ある人物の後ろ盾を得た上での開業になるため安心感があった。
またこのような人脈で繋がった裏原宿の小資本のブランドは、複数のデザイナーないしブランドが共同で製品開発に当たる「コラボレーション」、そしてデザイナーやブランドが共同開発した商品に、複数の署名を記す「ダブルネーム」という服飾生産様式を編みだすことになった。「コラボレーション」、「ダブルネーム」方式で生産、販売された商品は、通常の商品には無い複数のデザイナー、ブランドの署名やロゴが記されているため高値が付いた。そして裏原宿のショップ経営者らは「POPEYE」、「BRUTUS」、「relax」などの雑誌編集者と友人関係にあることも多く、それらの雑誌では洋服のみならずしばしばショップオーナーの人となりが紹介され、ショップオーナーにあこがれを抱くようになった若者も多かった。また雑誌では「裏原系」衣服の希少性、限定性を強調する紹介がなされていたが、それは少数生産が基本である「裏原系」の商品価値を高めるための一つの戦略でもあった。そして「裏原系」関係者の人脈に繋がりを持とうとして、ショップオーナーにあこがれを抱く若者たちがしばしば訪れるという風潮も生んだ。
「裏原系」が有名になるにつれて、「ナイキ」や「リーバイス」、「アディダス」のような大企業が「裏原系」デザイナーと共同企画を行い、ヒット商品を生み出すようになった。裏原宿の零細なショップ同士の繋がりの中で生み出されてきた「裏原系」は、やがて大企業の経営戦略に取り込まれていく。そのような中で「裏原系」デザイナーの中にはヒルズ族になっていく者も現れた。また商品を求める長蛇の列が近隣の問題となり、価格も高騰するなどの「裏原系」ブームの過熱や、偽物が出回るという弊害が目立つようになり、また裏原宿の地価が上昇して新規参入が困難となるとともに、家賃の値上がりを嫌って「裏原系」有名ショップが原宿外へ転出するようになって、21世紀に入る頃には「裏原系」ブームは終焉した。

### 明治通りとキャットストリートの発展

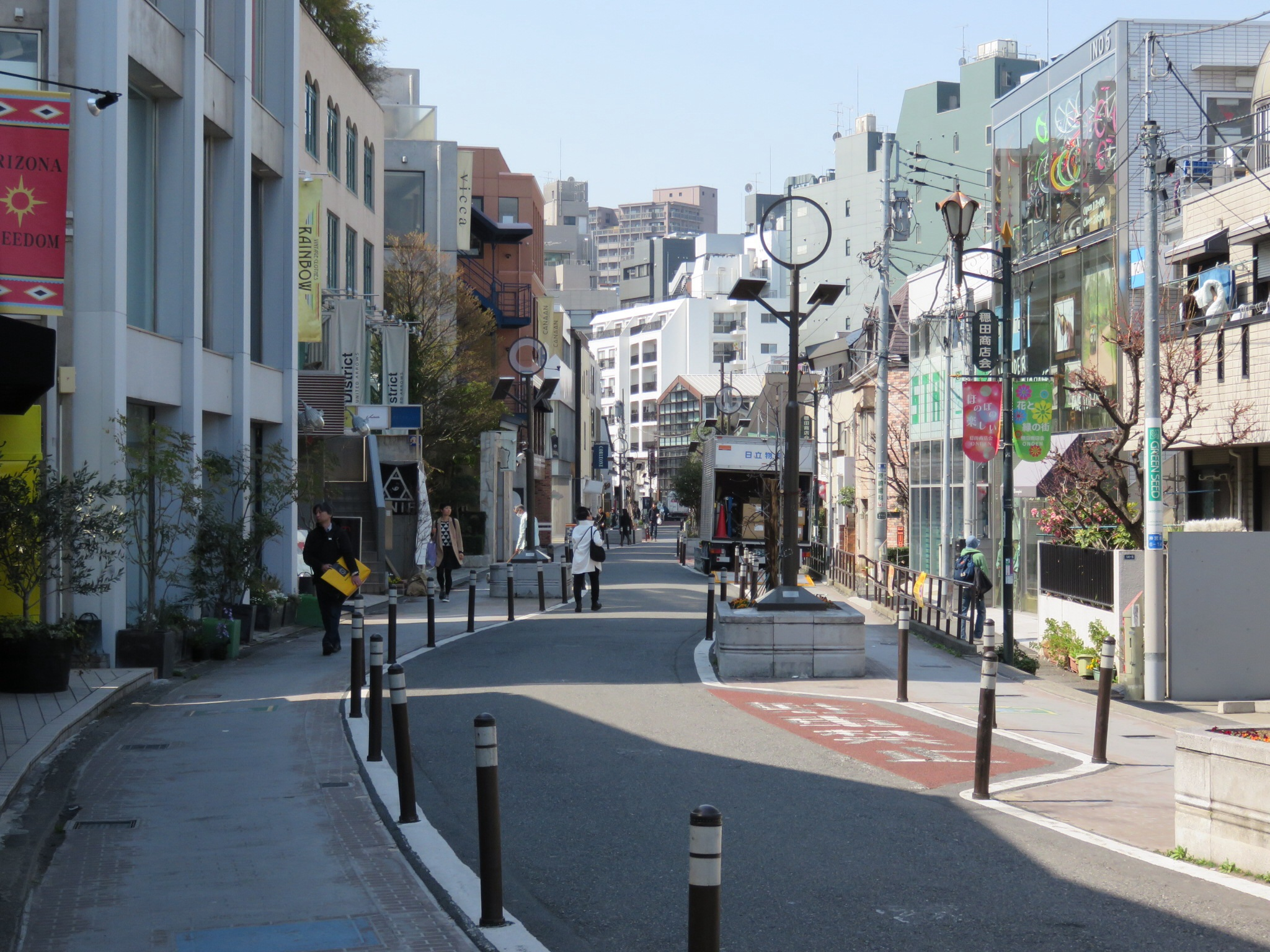
キャットストリート

1990年代に入ると明治通りに「ジグソー」など新規開店ラッシュが起きた。また原宿ではDCブランドのような個性がはっきりとしたファッションではなく、シャツにカーディガン、ストレートジーンズなどを着用し、色使いも黒、紺、白、グレーといったシンプルかつ自然体のブランド、ファッションが目立つようになった。そして1998年には明治通りに低価格のカジュアルタイプの店である「ユニクロ」が、初の都心型店舗であるユニクロ原宿店をオープンする。原宿への「ユニクロ」の進出は、着る人主体の背伸びしない形での日常着としてのファッションの時代の幕開けとなった。
1990年代後半になると、渋谷の宮下公園前から明治通りの奥を並行するように走り、表参道へと抜けるキャットストリートに多くの店が進出するようになる。これは明治通り、表参道に非常に多くの人が訪れるようになったため、明治通りや表参道を避けてキャットストリートで新規開拓を図る店が増えたためであった。また裏原宿と渋谷駅周辺にストリートファッション系の店舗が増えたことによって、裏原宿と渋谷を回遊する人たちが両者をつなぐキャットストリートを通るようになったため、人通り自体も増加していた。キャットストリートに新規出店ラッシュが始まった頃は、若者向けのセレクトショップ、古着店、カフェなどが中心の開業であったが、その後「ステファン・シュナイダー」、「アナスイ」など、20代後半から30代の女性が好む店舗も進出した。こうして1990年代には表通りである表参道、明治通りから裏原宿、キャットストリートといった街の奥の方まで原宿の範囲は広まっていった。

## 海外有名ブランドの進出と街のリニューアル
1996年、セントラルアパートは解体された。跡地に1999年、ディーズ原宿というファッションビルが完成し、GAPのフラッグショップが入店する。続いて2001年に完成したエスキス表参道には、「シャネル」、「イヴ・サンローラン」などのブティックが入店する。その他「アルマーニ」の路面店、「ベネトン」のフラッグショップ、「マックスマーラ」のカジュアルブランドである「マックスアンドコー」のフラッグショップがオープンし、2002年には「ルイ・ヴィトン」が開業した。その後も2004年に「クリスチャン・ディオール」、「トッズ」の路面店がオープンするなど、海外有名ブランドの出店が相次いだ。海外ブランドの原宿への相次ぐ出店は、各ブランドが日本でのライセンス生産で販売を行う戦略から、より高い収益が見込まれる現地法人による直輸入販売へと切り替え、その上で百貨店やデパート等のテナント販売から直営店による販売に変えて、統一感あるブランドイメージの浸透と流通コストを削減する戦略をとるようになったためである。また整備が行き届いたケヤキ並木という景観に恵まれた表参道の環境が、海外有名ブランド側に出店の好適地として捉えられたという要因も大きかった。

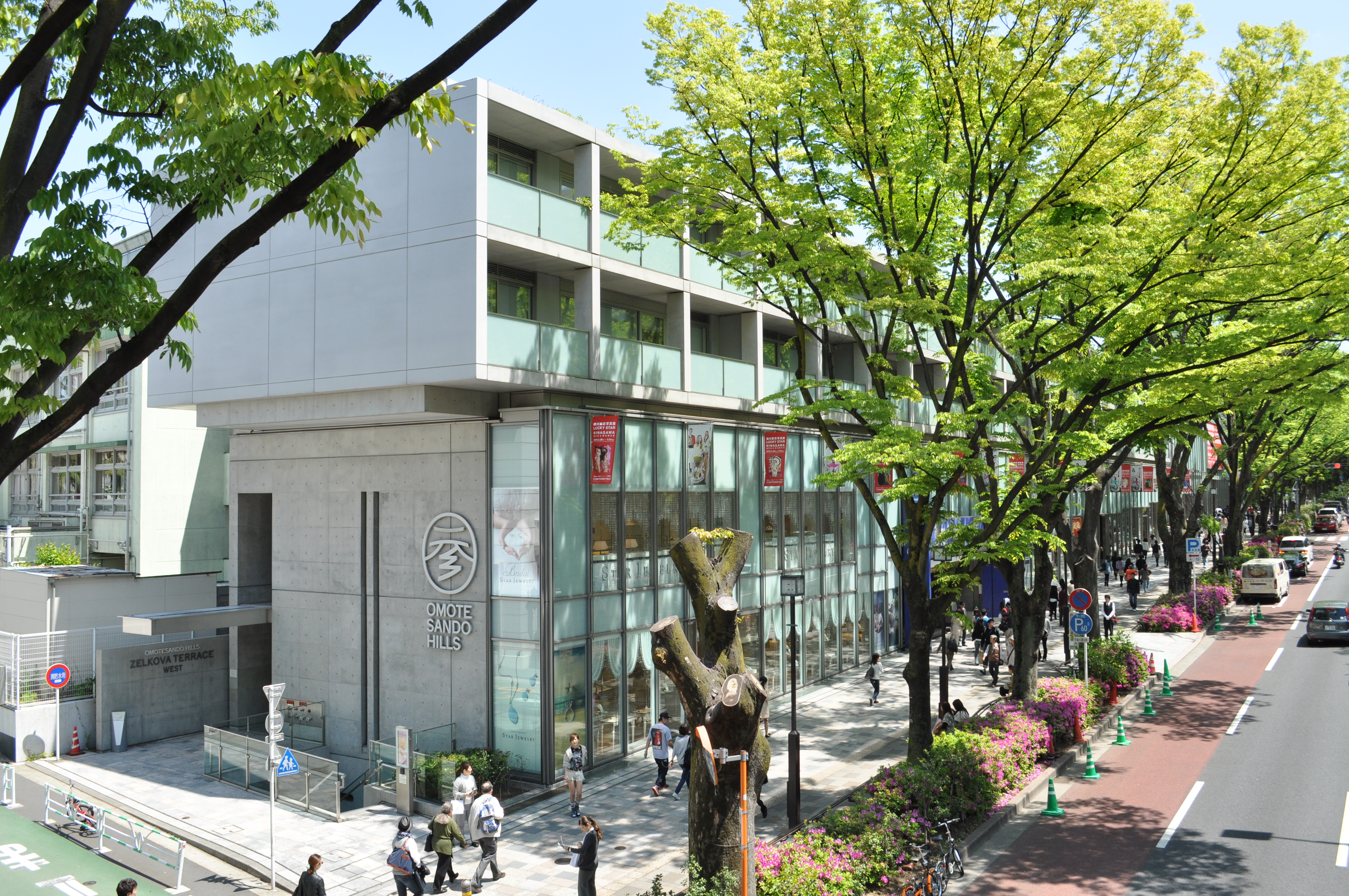
表参道ヒルズ

2000年にはラフォーレ原宿が全面的リニューアルを行い、約3分の1のテナントが入れ替わり、10代の若者向けから年齢層の幅を広げたテナント構成になった。また2003年には同潤会アパートが取り壊され、跡地に2006年に表参道ヒルズがオープンする。原宿全体としてバブル崩壊後の地価の値下がり後、主に外資系企業が土地を購入し、大型施設の建設、開業ラッシュとなった。そのような動きが一段落するのはリーマン・ショック後のことである。こうして原宿の表参道周辺は、高級ブランド店が軒を連ねる「大人の街」の様相が強まった。
海外有名ブランドの相次ぐ進出は、ブランドブームを引き起こすきっかけとなった。伝統に支えられた質の高い海外ブランドの進出の影響を受けて、2000年代初頭、原宿では若い女性たちの間にカジュアル系ファッションのアンチテーゼのような「コンサバ」が流行する。保守的を意味するコンサバティブの略語であるコンサバの名を付けられたファッションは、そもそもは流行とは切り離された平凡かつオーソドックスな着こなしを指していた。ここでいう「コンサバ」とはバブル崩壊後の景気低迷下の風潮を反映したものであり、フリルのついたワンピースやフェミニンなブラウスといった、控えめでエレガンスさに軸足を置いたスタイルであった。

## 個性的なファッション

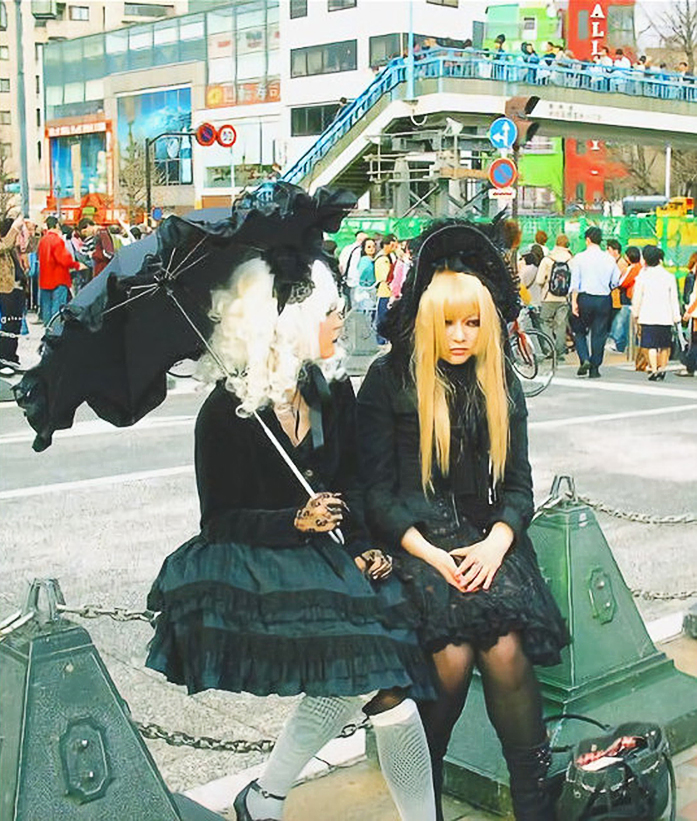
2007年、原宿神宮橋で撮影のゴシック・アンド・ロリータ

1990年代半ば以降、原宿を中心に極めて装飾的な装いで統一された中で独自の世界観を表現した「サイバー」、「デコラ」、「エンジェラー」、「パンク・スタイル」、そして「ロリータ」といったファッションが登場するようになる。
「サイバー」とはコンピューターやインターネットを指す接頭辞であるが、この場合の「サイバー」とは近未来的な感覚のファッションというニュアンスで用いられている。発祥はイギリス、アメリカ、ドイツのベルリンのクラブとされ、日本には1990年代になって入ってきた。ビニールやナイロン、エナメルといった人工的な素材の、蛍光ピンクや黄緑、黄色の派手な色彩やメタリックな色合いの服で、派手な色彩のヘアスタイル、プラスチックやメタルのピアス、ネックレス等を身に着け、厚底のブーツやスニーカーを履くといったスタイルであった。
「デコラ」とは「デコラティブ」の略語であり、1998年頃に原宿を中心として広まった、赤やピンク、黄色、青などに染めた髪に、ピンクなどポップな色彩でフリルやレースを多用した衣装、プラスチック製のチープなアクセサリーなど、過剰ともいえる装飾で少女っぽさを強調したファッションである。また「デコラ」は篠原ともえのファッションからの影響が大きく、「シノラー」という言葉も生まれた。
またブランド「卓矢エンジェル」製の着物をアレンジした衣装で全身をコーディネートした「エンジェラー」、鋲を打った革ジャンにタータンチェックのボンテージパンツ姿で頭をモヒカンやスキンヘッドにした「パンク・スタイル」も原宿でよく見かける格好であった。後述の「ロリータ」系ファッションを含め、このような個性的なファッション群のことを、憧れている他者との同一化を図るようにファッションを選択するとされる「赤文字系」に対して、「青文字系」と呼ばれるようになる。

### ロリータ・ファッション

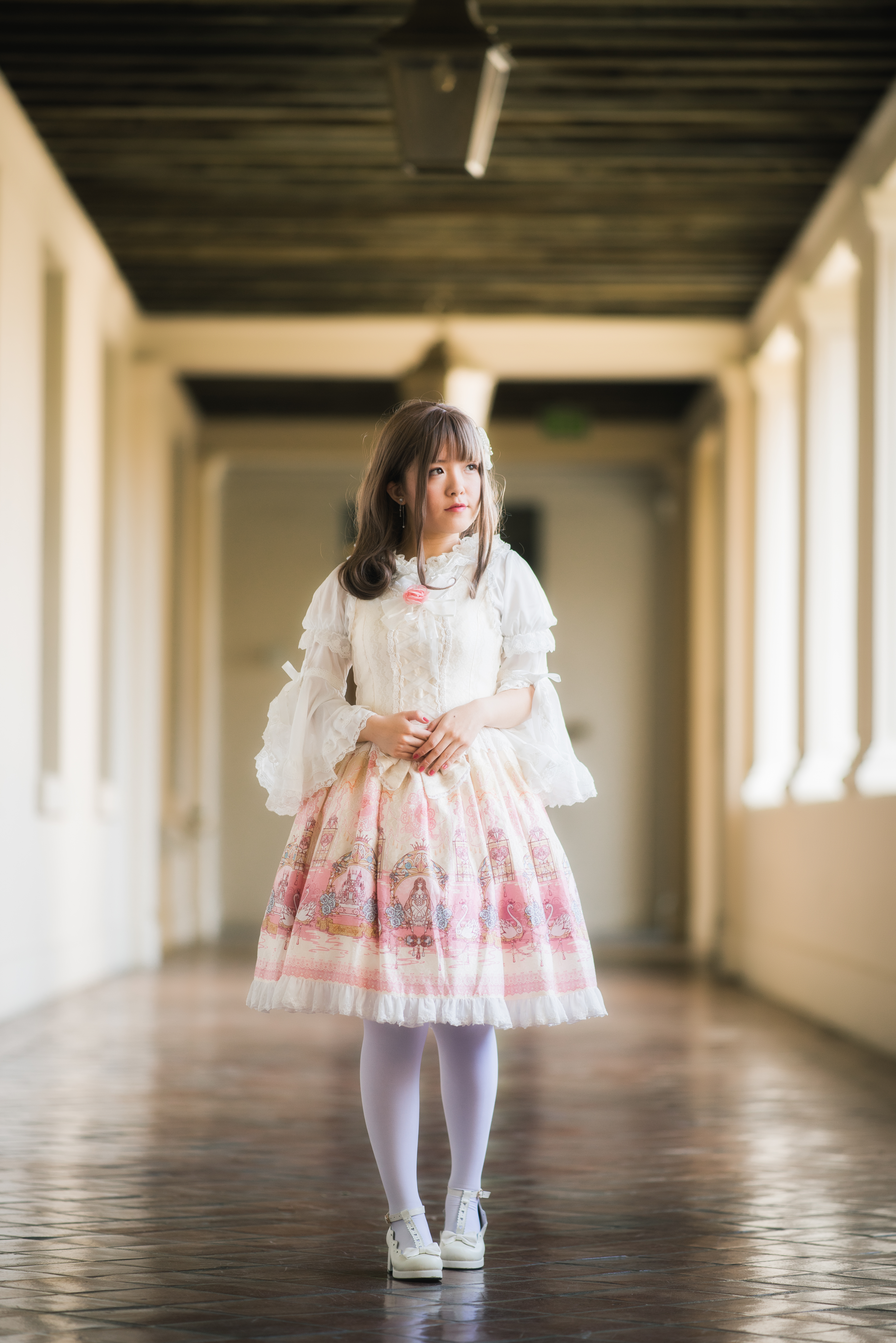
クラシカルなロリータ・ファッション

原宿は「ロリータ・ファッション」の歴史を作って来たと評価されていて、ロリータ系のブランドも多い。「ロリータ・ファッション」の有力ブランドのひとつであり、原宿のマンションメーカーが出発点である「MILK」は、開業当初からフリルやレース、花柄を多用するブランドイメージで知られていた。「ロリータ・ファッション」は1980年代後半の「DCブランド」である「MILK」、「ピンクハウス」など、ロマンティックな装いのブランドが源流となった。1980年代後半のロマンティックな装いの「DCブランド」から、より少女趣味が深化し、装飾性を高めていき。1990年代半ば、「ロリータ・ファッション」が原宿に登場する。代表的な「ロリータ・ファッション」は市松人形を思わせる姫カットや縦ロールの巻き髪にリボンなどを飾り、イチゴやバラ、妖精やサクランボ、ウサギなどといったモチーフがあしらわれたワンピースやスカートに、フリルとレースがしっかりとついたブラウスを重ね、フリルのついた靴下やハイソックスに靴先が丸く盛り上がったおでこ靴を履き、小物もハート形などのバックを持つなど、メルヘンチックな雰囲気を漂わせる装いである。
また「MILK」からは「ロリータ・ファッション」のブランドとなる「シャーリーテンプル」、「ジェーンマープル」が独立しており、1989年には「ラフォーレ原宿」に「ジェーンマープル」が入店し大人気を集めた。「ラフォーレ原宿」はその後も積極的に「ロリータ・ファッション」へ繋がっていくブランドを入店させ、「ロリータ・ファッション」の発信基地となっていく。
「ロリータ・ファッション」が浸透していくにつれて、1990年代後半から2000年代になるとゴスカルチャーと「ロリータ・ファッション」が融合した、黒を基調とした退廃的な雰囲気が特徴である「ゴシック・アンド・ロリータファッション」が生まれた。また2000年代、「ロリータ・ファッション」が浸透するにつれてその細分化が進行した。「ロリータ・ファッション」は全体として一般的な流行の影響は受けずに、細分化されたそれぞれの流れの中で独自性を保っているところに大きな特徴がある。流行に追随せず独自のスタイルを発展させていく中で、2000年代に入ると「ロリータ・ファッション」は際立った特徴を持つファッションとして広く認知されるようになった。2000年代半ばには原宿で、10代後半から20代半ばくらいの多くの女性たちが、「ロリータ・ファッション」で街歩きする光景が見られるようになった。そして1990年代からのコスプレの流行に乗った形で、原宿の神宮橋周辺では、推しのミュージシャンやマンガのキャラクターのスタイルを引き写しした、「ゴシック・アンド・ロリータファッション」系のコスプレイヤーが集まる現象が起きた。

### カワイイファッション
「カワイイファッション」の源流のひとつが、1982年に発刊された「Olive」に影響された「Olive少女」である。「Olive少女」の装いにはリボン、フリル、花柄やレースといった少女性を前面に出したスタイル、ボーイッシュなスタイル、そしてかわいらしいと思う感覚に任せてバッチ、ワッペンなどの小物やアクセサリーを多用するスタイルの3種類の要素が見られる。これら3つの要素は「カワイイファッション」の構成要素へと繋がっていく。1980年代半ばのDCブランド全盛期、前述のように、「MILK」と「ピンクハウス」はロマンティックなファッションの代表格とされており、「カワイイファッション」発祥のブランドとされている。中でも「MILK」はフリルやレース、花柄といった少女性を前面に出したブランドである上に、1990年代に人気を集めた雑誌、「CUTiE」でしばしば取り上げられた、ただかわいらしいばかりではなく、どこかミステリアスで捉えきれない感覚を求める、いわゆる「原宿系」の中心的ブランドとして位置づけられ、ボーイッシュなスタイルに加えてアクセサリーや小物を多用する中でかわいい世界観を表現できる、「カワイイファッション」の3要素を満たすブランドとして評価された。そして「カワイイファッション」は若者たちばかりではなく、30代前後の女性までそのターゲットが広まっていく。

## ファストファッションと量産型

### インターネット上の情報発信とファストファッションの台頭
2000年代に入り、インターネット、特にSNSによって即時に流行の発信が行われるようになったため、生産者も消費者も速やかにファッショントレンドの把握が可能となり、情報発信の双方向性が強まった。その結果としてもファッションサイクルの加速化、短縮化が進行し、また情報量の増大と情報自体の即時化によって一種のファッションの均質化も進むようになった。そのような状況下で広まってきたのがファストファッションである。
2000年代後半以降、ファストファッションの台頭がファッション業界を大きく変えていくことになる。ファストファッションとはマクドナルドなどのファーストフードから取られた言葉であり、流行を捉えつつかつ比較的リーズナブルなアパレルブランドを指す言葉である。ファストファッションのブランドとしては日本の「ユニクロ」、アメリカの「ギャップ」、「フォーエバー21」、スペインの「ザラ」、イギリスの「トップショップ」、スウェーデンの「エイチ・アンド・エム」などがある。ファストファッションは2008年のリーマン・ショックによる世界的な不況下、安価なファッションが求められるようになったことがきっかけで世界的に広まるようになった。また2000年代後半になるとファストファッションのブランドは有名デザイナーとのコラボレーションによる商品開発などを進めるようになり、ファッション流行の中心的存在の一つとなっていく。
ファストファッションメーカーが様々なデザインの商品を生産、販売するスタイルが定着したことにより、センスや流行を捉えた衣服が比較的安価に提供されるようになったため、消費者は自らのニーズに合う商品を迅速かつ容易に入手できるようになった。その結果としておしゃれを楽しむための制限や制約が緩和され、より多くの人々がファッションを楽しめるようになった。またファッションサイクルのスピードが更に加速することになった。またファストファッションは全世界的な商品の生産網と販売ルートの確立が不可欠となるため、ビジネス戦略上、人種の枠を超えて宣伝用モデルを採用するなど、多様性の尊重も図られた。エイチ・アンド・エムはこのような状況をファッションの民主化であると宣伝した。
原宿では2008年に「エイチ・アンド・エム」が出店し、翌2009年には「フォーエバー21」が出店した。「エイチ・アンド・エム」が出店する以前から原宿には、「ザラ」、「トップショップ」、「ギャップ」、「ユニクロ」といったファストファッションブランドが店を構えていたが、「エイチ・アンド・エム」、「フォーエバー21」の出店時には多数の客が詰め掛け、長蛇の列が店を囲んだ。各店舗とも流行のトレンドを捉えながらも比較的安価な商品を提供し、かつ商品の回転が速くて毎日のように新製品が並ぶため、多くの客のニーズを捉えていった。

### ファストファッションの負の側面
ファストファッションの台頭により、消費者は流行のトレンドを押さえつつも安価な衣服を、豊富な品ぞろえの中から選択できるという大きなメリットを得た。反面、デメリットもまた大きかった。まずファストファッションの生産は、開発途上国の低賃金に支えられている。2015年にはバングラデシュの縫製工場でファストファッションの生産現場を取材したドキュメンタリー映画、「ザ・トゥルー・コスト～ファストファッション 真の代償～」が公表されるなど、ファストファッションの内幕が明らかにされるようになった。また豊富な品ぞろえから商品を選べるというファストファッションのシステムは、人気が出ずに売れ残った多くの未使用商品や、商品の回転自体が速いため短期間での廃棄という問題を引き起こした。これらの問題はファストファッションに対する不信に留まらず、流行を追うというファッションの在り方自体への疑問を引き起こすきっかけとなった。
またインターネット上でトレンド情報を瞬時に把握可能となり、ファストファッションによって流行の商品をこれまでよりも簡単に手に入れられるようになると、他と異なるファッションを求めるという、これまでファッションの原動力となっていた流行を追うこと自体に疲れてしまい、メディアやブランドが紹介するトレンド情報から距離を置く傾向が強まってきた。前述の流行に左右されることがない「ロリータ・ファッション」のあり方は、このような流行そのものへの懐疑や距離を置く風潮に対する一つの回答として捉えることが出来る。
流行への懐疑から、2010年代半ばにはnormalとhardcoreを組み合わせた新語で、究極の普通を意味する「ノームコア」が広まる。ノームコアでは個性や本物らしさの追求というドクマからの解放と、皆と同じようなファッションを唱えた。これはみんなそれぞれの個性の追求に走り、差別化を意識する中で強まって来たファッションの袋小路から解放された、皆と同じようなファッションを目指すことがクールであるという考え方に立っている。

### 量産型ファッション
比較的安価なファストファッションが広まったことによって、流行している服をワンシーズンの間に買い揃えることが出来るようになった。その結果、各シーズンで流行中の服を着る人の絶対数が多くなり、画一的な、横並びのスタイルが増えることになった。また目立ち過ぎないよう、周囲から浮き上がらないよう、周りの人たちと合わせるような風潮が強まっており、画一的な装いが好まれるようになった。2000年代後半からファッションの画一化の風潮は始まっていたが、2011年の東日本大震災後にその傾向がより強まり、2014年頃には大量生産される工業製品になぞらえて、皆同じような画一的なファッションを指して「量産型」と呼ぶようになった。
量産型ファッションの例としては、2011年の東日本大震災後のスニーカー、アディダスやナイキなどのスポーツブランドの流行、2013年をピークとして根強い人気が続いた冬物のファッションとしてのMA-1のフライトジャケットやその類似系統、2015年頃にジーユーが広めたことがきっかけとなって流行したガウチョパンツなどが挙げられる。
「量産型」ファッションに関しては、空気を読み過ぎる若者たちの象徴といった批判的な指摘が多い。その一方で背景には未来への展望を開けず、先行きに不安感が募る現状に対する若者たちの不安感から、現状維持を選択する姿勢があるとの見解がある。またネット社会の発達の結果、ネット上でいっときの承認欲求が満たせたとしても、たちまちのうちに置いて行かれてしまう現状を背景として、流行重視のファッションそのものへの飽きや、どれだけ個性的なファッションを着こなそうと努力しても、結局は個性的なファッションという括りに収斂されてしまうことがあるとの指摘。そして若者たちを巡る同調圧力の強化、ファッションに限らず提供される横並びの商品、同じような言説が氾濫するマスメディアといった現状に晒されながらも、「量産型」ファッションを着ることによって流行のあり方や物の消費形態を冷静に捉え直し、逆説的に変えようとしているとの分析がある。

## ファッション街としての特徴・影響

### 特徴

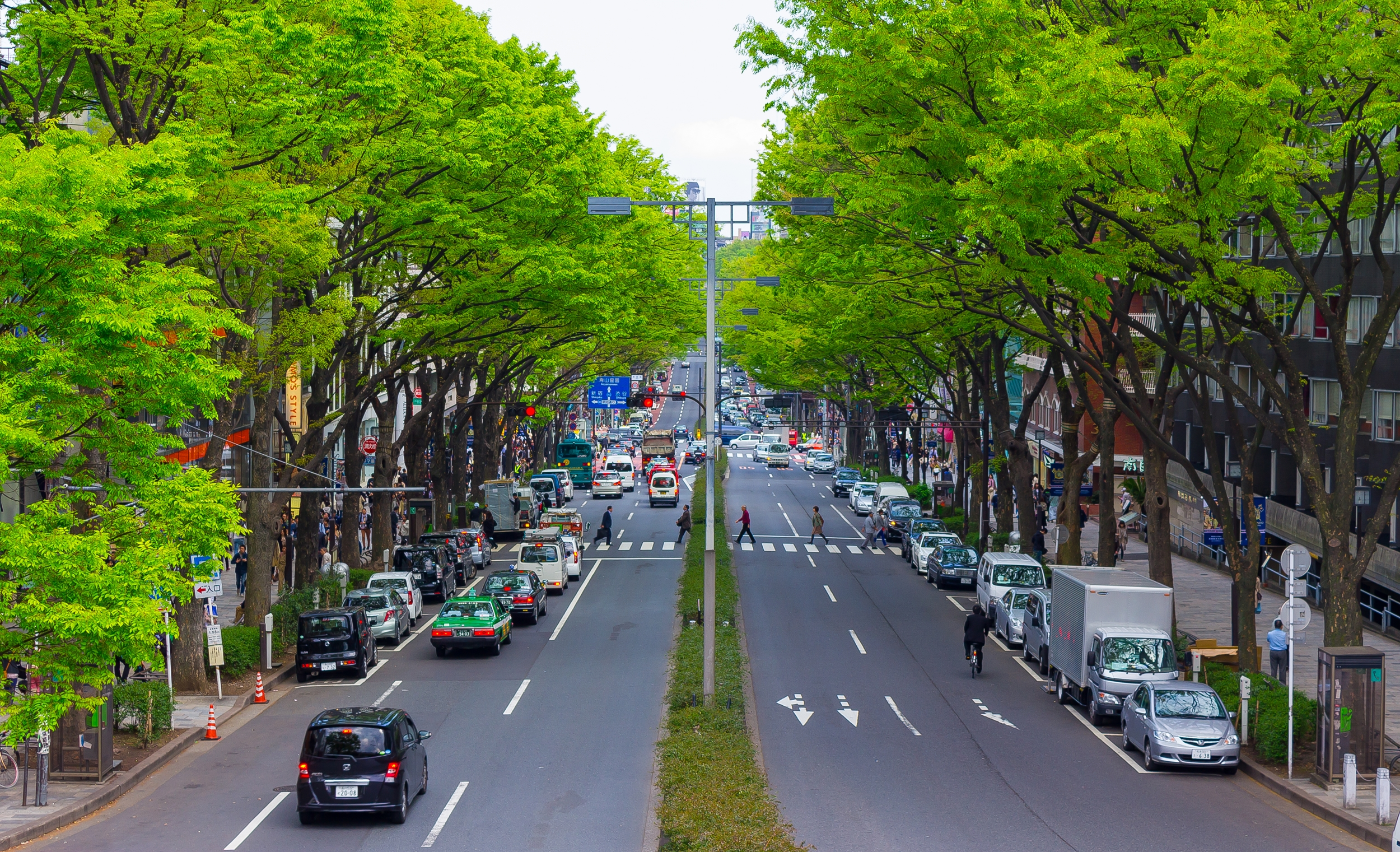
表参道とケヤキ並木

原宿がファッションの一大発信地として発展した背景のひとつとして、原宿が持つ地域性が大きく影響している。まず緑に恵まれた明治神宮、表参道とケヤキ並木、代々木公園、神宮外苑など、地域内および近隣の環境に恵まれている点が挙げられる。そのような良好な環境を守るための地域住民たちによる運動の結果、原宿は文教地区に指定されて風俗産業等の参入が阻まれたため、これまで街の清潔かつ健全で、健康的な雰囲気が守られてきた。また渋谷、新宿、銀座という繁華街から比較的近くであり、交通の便に恵まれているという地の利。その一方でかつては周辺地域よりも比較的地価が安く、零細な業者でも新規参入が容易であったという点も大きかった。
明治神宮のおひざ元であり、浅草からみやげ物屋が移住してきた原宿は、戦前期は日本的な風土が濃厚な街であった。しかし戦後、米軍宿舎であるワシントンハイツの建設後、アメリカ文化が流入した。そして1964年の東京オリンピック後、アメリカ文化に憧れた若者やクリエイターたちが原宿に集まるようになった。原宿の地域住民の中には、戦後直後のワシントンハイツの建設という激変を経験した原宿では、少々突飛な格好をした人間が歩いているくらいでは驚かなくなったとの声があり、このような歴史背景を持つ原宿は新宿や渋谷などとは異なるアメリカナイズされた雰囲気と、オリジナリティを受け入れるキャパシティを持つ街となった。「MILK」の大川ひとみも、「変な格好をしていても、何も言われないのが原宿の良さ。基本的に私は人と違う感じが好きなんだけど、それが何もいわれないし、すっごい変な格好してても「素敵ですね」と言ってくれる人がいるんです」と述べている。原宿にはオリジナリティがあるファッション関連の起業家が常に集まり続けるようになり、多くの起業家たちが集まる中で情報の収集力、発信力が強化され、それがファッションの街として発展する要因となった。
オリジナリティを受け入れる土壌に恵まれた原宿では、広くファッションに関係する価値観を受け入れ、育む「ファッションベンチャーの実験場」ともいうべき街となった。原宿のファッションベンチャーの中には成功を収める者も少なくなく、成功者たちは「原宿サクセスストーリー」とも呼ばれ、より多くの才能ある若者たちを引きつけ、ファッションの一大流行発信地となっていく。大型店がファッション街の核として発展した渋谷や新宿などとは異なり、原宿では大手ではない小資本が集客の中心を担い発展してきたという特徴があり、実際問題として商圏の規模的には渋谷、新宿よりも遥かに小さい。原宿がファッション流行の発信地としての地位を確立していくにつれて、原宿での成功は他の地域への事業拡大の足がかりとなるため、更に多くのファッション関連企業が原宿での起業を行うようになった。こうなると原宿の住所「神宮前」は、ファッション関連業界内でブランドイメージが形成されるようになり、原宿にはファッション関連の豊富なノウハウ、人的資源が蓄積されていく。

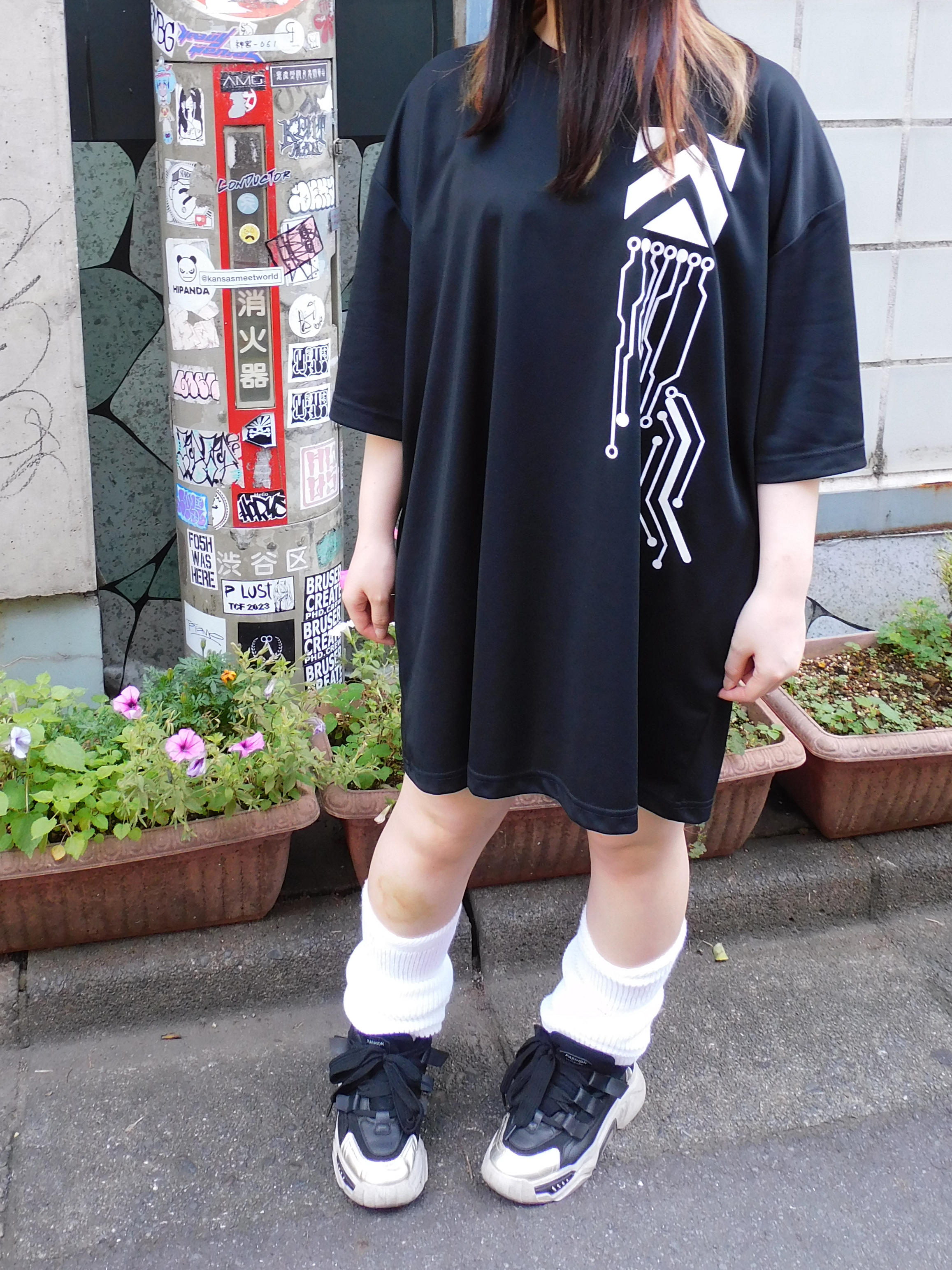
原宿ストリートファッションの一例

流行の発信地となった原宿には様々なタイプのファッションを扱う店舗が集まるようになった。その結果、それぞれ異なったファッションの嗜好を持った消費者が原宿に集まることになる。原宿に行けば様々なファッションを扱う店があり、系統の異なるファッションをした人たちに出会えることは、店舗側、消費者双方にとって原宿という場所の魅力をより高める効果をもたらした。これは原宿で出会える様々なファッションが店舗側、消費者とも参考になるためである。消費者は他者の着こなしを自らの着こなしの参考にしてより洗練されたファッションを目指すようになり、一方、店舗側は自らの店舗を訪れる客のみならず、原宿を歩く人々のファッションからも新規商品開発のヒントを手に入れていくのである。これは様々なファッション産業が集積するようになった原宿の大きな強みである。そして原宿は流行を先導する若者たちと、ファッションを表現する場との密接な関係性の中で生まれる「ストリートファッション」の代表的なエリアとなった。また原宿の「ストリートファッション」ではアナーキーでミステリアスな感覚を備えたファッションが発信され、一方渋谷ではギャル系に代表されるように、ともに「ストリートファッション」の一大発信地であり、地域的にも隣接する渋谷とは大きく異なる「ストリートファッション」が生み出されることになった。

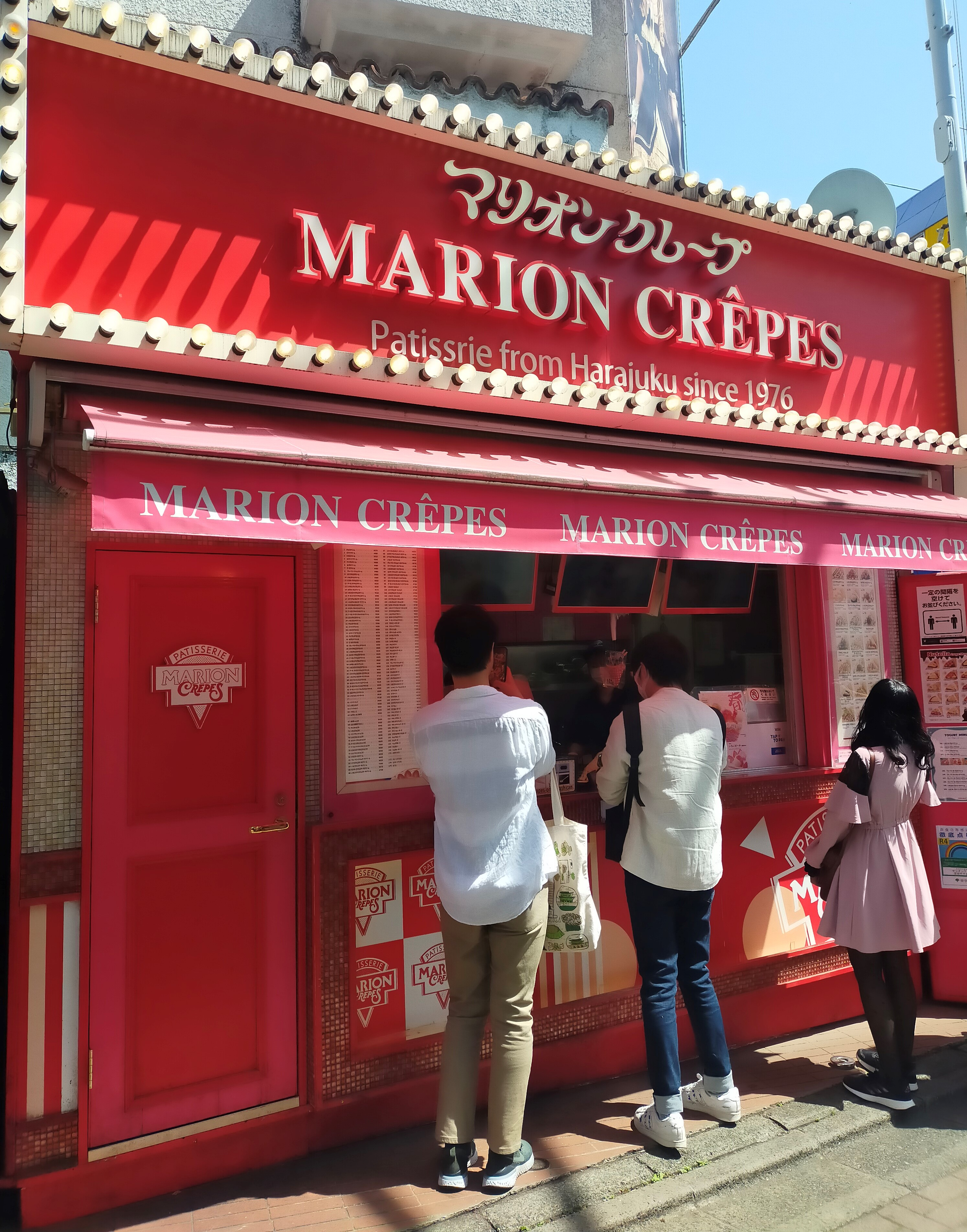
2023年のマリオンクレープ原宿店

またNHKを始め、赤坂にはTBS、日本テレビは港区汐留、六本木ヒルズにはテレビ朝日、やはり六本木にはテレビ東京があるなど、渋谷区と港区にはキー局の本拠地が集中するようになり、大阪、名古屋に本拠地を置く準キー局の東京支社もやはり渋谷区、港区に集中している。そしてテレビ番組の制作会社もまた渋谷区、港区界隈に集中した。テレビ局関係者は高級衣料品の大口顧客であり、原宿、渋谷、青山など渋谷区、港区界隈にファッション産業が集中する要因のひとつとなった。
そして原宿には衣服のみならず、美容院などヘアメイク、靴や帽子、そしてアクセサリーなどの雑貨などのファッション関連店舗も充実している。例えば美容院関連では、原宿のカットサロンの草分け的存在の「イマイ・インセンティブ」は、1973年に原宿の表参道沿いに店舗を構えた。その後、1990年代までに美容院などファッション関連店舗が数多く開業して、2004年頃には約350軒のカットサロンが集まるようになった。原宿では服を買うばかりではなく、「モッズヘア」、「アクア」などのカットサロンで髪を整えることもおしゃれの一環として楽しむことが出来る。また竹下通りで1977年に店を構えたマリオンクレープなど、レストランやカフェなどの飲食業も充実していて、原宿は狭義のファッション関連店舗以外にも幅広く集客することが可能な懐の広さを備えている。

### 課題
1960年代から1970年代にかけてのマンションメーカーに代表されるように、ファッションベンチャーが成功をつかんでいく場としての活気、熱量が大きな強みである原宿にとって、絶え間ない新規参入、新陳代謝は必要不可欠である。ラフォーレ原宿がテナントの新陳代謝を促すシステムを取り入れ、地域の金融機関などもファッションベンチャーを応援する風潮はあるものの、ファッションの街として有名になるにつれて地価が高騰し、ベンチャーの参入が阻害されてしまうことは大きな課題として認識されている。また「裏原系」などの新たなムーブメントに大手資本が乗り、取り込まれていく過程の中で、本来持っていた活力が失われてしまったことを指摘する意見がある。
また1970年代後半からの竹の子族、竹下通りの隆盛などに伴う低年齢化に対し、1980年代には「an・an」が「原宿にあきた」特集を組み、また「ペニーレイン」をヒットさせた吉田拓郎が1984年には「ペニーレインにはもう行かない」をリリースするなど、原宿の低年齢化を批判する意見や原宿自体からの大人離れが発生した。そして2010年代にはテーマパーク化した原宿は面白くなくなったとの意見が出るなど、ファッション街としてのあり方についての意見も出されている。

### 世界に影響を与える原宿ファッション
ベネトンのルチアーノ・ベネトン会長は表参道のことを「イタリアで高級店が集まるミラノのモンテナポレオーネ通りやローマのコンドッティ通りに匹敵するエレガントな街路であり、これほどの良い立地は世界でも限られる」と、高く評価している。海外のデザイナーは1998年頃以降のストリート発のファッションに注目しており、シャネルやルイ・ヴィトンのデザイナーらが来日して原宿や渋谷のストリートファッションについて実地調査を行い、制作のアイデアを得ている。
原宿のマンションメーカーからデザイナーのキャリアを始めた川久保玲や、「裏原系」の主要デザイナーである高橋盾は、パリ・コレクションに参加して高い注目を浴びた。国際的に特に注目度が高いのが「カワイイファッション」である。日本のデザイナーの制作の中にも「ロリータファッション」は影響を与えており、「ロリータ・ファッション」、「ゴシック・アンド・ロリータ」ファッションは、欧米諸国にブームを巻き起こした。
2000年からパリで開催されている「ジャパン・エキスポ」と同時期に、パリの日本文化会館ではラフォーレ原宿のテナントから選ばれた10ブランドが「ラフォーレカワイイコレクション」を開催している。またクールジャパン政策の中で、2009年には青木美沙子、木村優、藤岡静香が外務省からポップカルチャー発信使（通称カワイイ大使）に委嘱される。青木は原宿などで活動をしている「ロリータ・ファッション」の人物であり、藤岡は原宿発の制服ブランド店「CONOMi」のアドバイザー、そして木村は「原宿系」ファッションリーダーであり、3名とも「カワイイファッション」の代表として選ばれた。青木はイギリス、フランス、アメリカ、中国など世界各国を訪問し、「カワイイファッション」のPRに努めた。そして2018年に内閣府の知的財産戦略推進事務局が作成した「クールジャパン戦略における取組について」では、クールジャパン関連分野として原宿ストリートファッションが取り上げられている。
政府主導のクールジャパンによるファッション等の海外へのPRは、日本文化の理解や関心を高めることに成功し、着実な成果を挙げているという評価がある。一方、クールジャパンでの原宿ストリートファッションの取り上げられ方は、ファッションへの本質的理解や敬意を欠いた表面的なものであるとの批判がある。またアメリカでの原宿のストリートファッションの受容の中には、ステレオタイプなイメージに基づく、人種差別的なものがみられるとの批判がある。